# Olympische Sommerspiele 2016/Leichtathletik
| Logo der Olympischen Spiele 2016                                   | Logo der Olympischen Spiele 2016                                   | Logo der Olympischen Spiele 2016                                   | Logo der Olympischen Spiele 2016                                   | Logo der Olympischen Spiele 2016                                   | Logo der Olympischen Spiele 2016                                   |
| Olympische Spiele 2016 Bereinigter Medaillenspiegel Leichtathletik | Olympische Spiele 2016 Bereinigter Medaillenspiegel Leichtathletik | Olympische Spiele 2016 Bereinigter Medaillenspiegel Leichtathletik | Olympische Spiele 2016 Bereinigter Medaillenspiegel Leichtathletik | Olympische Spiele 2016 Bereinigter Medaillenspiegel Leichtathletik | Olympische Spiele 2016 Bereinigter Medaillenspiegel Leichtathletik |
| Platz                                                              | Mannschaft                                                         | Gold                                                               | Silber                                                             | Bronze                                                             | Total                                                              |
| ------------------------------------------------------------------ | ------------------------------------------------------------------ | ------------------------------------------------------------------ | ------------------------------------------------------------------ | ------------------------------------------------------------------ | ------------------------------------------------------------------ |
| 01                                                                 | USA                                                                | 13                                                                 | 10                                                                 | 9                                                                  | 32                                                                 |
| 02                                                                 | Kenia                                                              | 6                                                                  | 6                                                                  | 1                                                                  | 13                                                                 |
| 03                                                                 | Jamaika                                                            | 6                                                                  | 3                                                                  | 2                                                                  | 11                                                                 |
| 04                                                                 | Volksrepublik China                                                | 2                                                                  | 2                                                                  | 2                                                                  | 6                                                                  |
| 05                                                                 | Südafrika                                                          | 2                                                                  | 2                                                                  | –                                                                  | 4                                                                  |
| 06                                                                 | Großbritannien                                                     | 2                                                                  | 1                                                                  | 4                                                                  | 7                                                                  |
| 07                                                                 | Deutschland                                                        | 2                                                                  | –                                                                  | 1                                                                  | 3                                                                  |
| 07                                                                 | Kroatien                                                           | 2                                                                  | –                                                                  | 1                                                                  | 3                                                                  |
| 09                                                                 | Äthiopien                                                          | 1                                                                  | 2                                                                  | 5                                                                  | 8                                                                  |
| 10                                                                 | Kanada                                                             | 1                                                                  | 1                                                                  | 4                                                                  | 6                                                                  |
| 11                                                                 | Polen                                                              | 1                                                                  | 1                                                                  | 1                                                                  | 3                                                                  |
| 12                                                                 | Bahrain                                                            | 1                                                                  | 1                                                                  | –                                                                  | 2                                                                  |
| 12                                                                 | Spanien                                                            | 1                                                                  | 1                                                                  | –                                                                  | 2                                                                  |
| 14                                                                 | Bahamas                                                            | 1                                                                  | –                                                                  | 1                                                                  | 2                                                                  |
| 15                                                                 | Belgien                                                            | 1                                                                  | –                                                                  | –                                                                  | 1                                                                  |
| 15                                                                 | Brasilien                                                          | 1                                                                  | –                                                                  | –                                                                  | 1                                                                  |
| 15                                                                 | Griechenland                                                       | 1                                                                  | –                                                                  | –                                                                  | 1                                                                  |
| 15                                                                 | Kolumbien                                                          | 1                                                                  | –                                                                  | –                                                                  | 1                                                                  |
| 15                                                                 | Slowakei                                                           | 1                                                                  | –                                                                  | –                                                                  | 1                                                                  |
| 15                                                                 | Tadschikistan                                                      | 1                                                                  | –                                                                  | –                                                                  | 1                                                                  |
| 21                                                                 | Frankreich                                                         | –                                                                  | 3                                                                  | 3                                                                  | 6                                                                  |
| 22                                                                 | Algerien                                                           | –                                                                  | 2                                                                  | –                                                                  | 2                                                                  |
| 23                                                                 | Neuseeland                                                         | –                                                                  | 1                                                                  | 3                                                                  | 4                                                                  |
| 24                                                                 | Australien                                                         | –                                                                  | 1                                                                  | 1                                                                  | 2                                                                  |
| 24                                                                 | Japan                                                              | –                                                                  | 1                                                                  | 1                                                                  | 2                                                                  |
| 26                                                                 | Bulgarien                                                          | –                                                                  | 1                                                                  | –                                                                  | 1                                                                  |
| 26                                                                 | Burundi                                                            | –                                                                  | 1                                                                  | -                                                                  | 1                                                                  |
| 26                                                                 | Dänemark                                                           | –                                                                  | 1                                                                  | –                                                                  | 1                                                                  |
| 26                                                                 | Grenada                                                            | –                                                                  | 1                                                                  | –                                                                  | 1                                                                  |
| 26                                                                 | Katar                                                              | –                                                                  | 1                                                                  | –                                                                  | 1                                                                  |
| 26                                                                 | Mexiko                                                             | –                                                                  | 1                                                                  | –                                                                  | 1                                                                  |
| 26                                                                 | Niederlande                                                        | –                                                                  | 1                                                                  | –                                                                  | 1                                                                  |
| 26                                                                 | Venezuela                                                          | –                                                                  | 1                                                                  | –                                                                  | 1                                                                  |
| 26                                                                 | Belarus                                                            | –                                                                  | 1                                                                  | –                                                                  | 1                                                                  |
| 34                                                                 | Kasachstan                                                         | –                                                                  | –                                                                  | 1                                                                  | 1                                                                  |
| 34                                                                 | Kuba                                                               | –                                                                  | –                                                                  | 1                                                                  | 1                                                                  |
| 34                                                                 | Serbien                                                            | –                                                                  | –                                                                  | 1                                                                  | 1                                                                  |
| 34                                                                 | Trinidad und Tobago                                                | –                                                                  | –                                                                  | 1                                                                  | 1                                                                  |
| 34                                                                 | Tschechien                                                         | –                                                                  | –                                                                  | 1                                                                  | 1                                                                  |
| 34                                                                 | Türkei                                                             | –                                                                  | –                                                                  | 1                                                                  | 1                                                                  |
| 34                                                                 | Ukraine                                                            | –                                                                  | –                                                                  | 1                                                                  | 1                                                                  |
| 34                                                                 | Ungarn                                                             | –                                                                  | –                                                                  | 1                                                                  | 1                                                                  |
| Total                                                              | Total                                                              | 47                                                                 | 47                                                                 | 47                                                                 | 141                                                                |

Die Leichtathletikwettbewerbe bei den XXXI. Olympischen Spielen 2016 in Rio de Janeiro fanden vom 12. bis zum 21. August 2016 statt. Austragungsort des Großteils der Wettbewerbe war das Estádio Olímpico João Havelange. Davon abweichend fanden die beiden Marathonläufe auf einem Rundkurs durch Rio de Janeiro statt, Start und Ziel war das Sambódromo. Die Gehwettbewerbe wurden auf der Pontal ausgetragen.

## Teilnehmer
Auch bei diesen Spielen gab es wieder Ausschlüsse einzelner Verbände und Sonderregelungen.
Wegen wiederholter Einflussnahme der Staatsführung auf den Sport im eigenen Land wurde Kuwait durch das IOC von der Teilnahme ausgeschlossen. Kuwaitische Sportler konnten allerdings unter der olympischen Fahne an den Start gehen. Vor einem Schweizer Gericht erhob die kuwaitische Regierung Klage auf Schadensersatz in Höhe von einer Milliarde US-Dollar (umgerechnet etwa 880 Millionen Euro). Doch diese Klage hatte keinen Erfolg und wurde abgewiesen.
Erstmals führte die Dopingproblematik zum Ausschluss eines kompletten Verbandes. Nach mehreren Beschlüssen des IOC und Klagen dagegen beim Internationalen Sportgerichtshof CAS kam es schließlich dazu, dass die einzelnen Sportverbände unabhängig voneinander über die Möglichkeit der Teilnahme russischer Sportler entscheiden konnten. Der Internationale Leichtathletikverband IAAF erteilte solchen russischen Leichtathleten unter neutraler Flagge eine Teilnahmeberechtigung, die den Nachweis erbringen konnten, die Regularien zum Dopingkontrollsystem wie in allen Ländern üblich erfüllt zu haben. Russland als Verband wurde komplett ausgeschlossen.
Im Zuge der Flüchtlingskrise in Europa wurde den Athleten, die aus ihrem jeweiligen Heimatland geflohen waren, eine Möglichkeit geboten, als Mitglied des sogenannten Team Refugee Olympic Athletes unter olympischer Flagge in Rio teilzunehmen.

## Olympiastadion

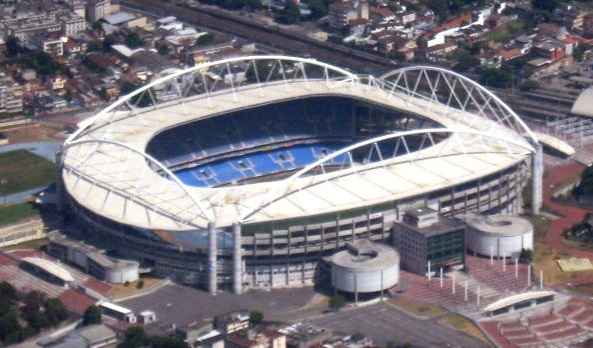
Im Estádio Olímpico João Havelange fanden die Leichtathletikwettbewerbe statt

Schon im Jahr 2003 war mit dem Bau des Estádio Olímpico João Havelange begonnen worden, die erste Fertigstellung erfolgte 2007. Bis zur Austragung der Olympischen Spiele waren allerdings weitere Umbauten und eine Erhöhung der Kapazität notwendig. Das Fassungsvermögen betrug schließlich 60.000 Plätze. Es gab allerdings erhebliche Probleme bezüglich der Akzeptanz dieser Spiele mit ihren riesigen Kosten, mit Korruption brasilianischer Politiker, mit den hohen Eintrittspreisen durch die Bevölkerung in Brasilien. Die Einwohner, die zum großen Teil in Armut leben, profitierten in keiner Weise von den Spielen. So blieben viele Eintrittskarten unverkauft, obwohl die Regierung des Landes notgedrungen ein Sozialprogramm für Kinder aus den Favelas auflegte.

## Wettbewerbe
Das Wettkampfprogramm war identisch mit dem der letzten beiden Spiele 2008 und 2012. Die Wettbewerbe für Frauen und Männer waren weitestgehend angeglichen. Es gab im Frauenbereich nur noch eine im Vergleich zum Männerangebot fehlende Disziplin: im Gehen wurde bei den Frauen nur eine Distanz im Gegensatz zu zwei Strecken bei den Männern ausgetragen. Weitere Unterschiede fanden sich in der Hürdenhöhe auf den beiden Hürdendistanzen sowie der Länge der kürzeren Hürdenstrecke, die bei den Männern 110 Meter und bei den Frauen 100 Meter betrug, um den unterschiedlichen Schrittlängen der Geschlechter Rechnung zu tragen. Außerdem wurde bei den Frauen als Mehrkampf ein Siebenkampf, bei den Männern ein Zehnkampf ausgetragen. Darüber hinaus hatten die Stoß- und Wurfgeräte in den technischen Disziplinen für die Frauen etwas niedrigere Gewichte als für die Männer.

## Qualifikation
Anders als bei den vorherigen Olympischen Spielen konnte ein Nationales Olympisches Komitee (NOK) bis zu drei qualifizierte Sportler in jedem individuellen Wettbewerb einsetzen, wenn sie die Qualifikationsnorm während des vorgegebenen Zeitraums erfüllten. Ein NOK konnte ebenso maximal eine Staffel pro Wettbewerb nominieren. NOKs ohne Athleten mit erfüllter Qualifikationsnorm konnten maximal eine Sportlerin und einen Sportler in einem beliebigen Wettbewerb einsetzen.
Die Qualifikationsnorm musste vom 1. Mai 2015 bis zum 11. Juli 2016 bei einem offiziellen IAAF-Wettkampf erreicht werden. Der Qualifikationszeitraum für die 10.000 m, Marathonläufe, Gehwettbewerbe und Mehrkämpfe begann bereits am 1. Januar 2015.
Für die Staffelwettbewerbe konnten sich maximal sechzehn Nationen qualifizieren. Die Top Acht jedes Wettbewerbs bei den IAAF World Relays 2015, die am 2. und 3. Mai 2015 auf den Bahamas stattfanden, sicherten sich einen Startplatz für die Spiele. Die acht schnellsten Nationen laut der IAAF-World-Ranking-Liste vom 12. Juli 2016 erhielten die verbleibenden acht Quotenplätze.
Die IAAF-Qualifikationsnormen waren folgende:
| Männer           | Männer                            | Frauen           | Frauen                            |
| Wettbewerb       | Norm                              | Wettbewerb       | Norm                              |
| ---------------- | --------------------------------- | ---------------- | --------------------------------- |
| 100 m            | 10,16 s00                         | 100 m            | 11,32 s00                         |
| 200 m            | 20,50 s00                         | 200 m            | 23,20 s00                         |
| 400 m            | 45,40 s00                         | 400 m            | 52,20 s00                         |
| 800 m            | 1:46,00 min                       | 800 m            | 2:01,50 min                       |
| 1500 m           | 3:36,20 min                       | 1500 m           | 4:07,00 min                       |
| 5000 m           | 13:25,00 min                      | 5000 m           | 15:24,00 min                      |
| 10.000 m         | 28:00,00 min                      | 10.000 m         | 32:15,00 min                      |
| Marathon         | 2:19:00 h00000                    | Marathon         | 2:45:00 h00000                    |
| 110 m Hürden     | 13,47 s00                         | 100 m Hürden     | 13,00 s00                         |
| 400 m Hürden     | 49,40 s00                         | 400 m Hürden     | 56,20 s00                         |
| 3000 m Hindernis | 8:30,00 min                       | 3000 m Hindernis | 9:45,00 min                       |
| 4 × 100 m        | Top 8 World Relays + 8 schnellste | 4 × 100 m        | Top 8 World Relays + 8 schnellste |
| 4 × 400 m        | Top 8 World Relays + 8 schnellste | 4 × 400 m        | Top 8 World Relays + 8 schnellste |
| 20 km Gehen      | 1:24:00 h00000                    | 20 km Gehen      | 1:36:00 h00000                    |
| 50 km Gehen      | 4:06:00 h00000                    | —                | —                                 |
| Hochsprung       | 02,29 m                           | Hochsprung       | 01,93 m                           |
| Stabhochsprung   | 05,70 m                           | Stabhochsprung   | 04,50 m                           |
| Weitsprung       | 08,15 m                           | Weitsprung       | 06,70 m                           |
| Dreisprung       | 16,85 m                           | Dreisprung       | 14,15 m                           |
| Kugelstoßen      | 20,50 m                           | Kugelstoßen      | 17,75 m                           |
| Diskuswurf       | 65,00 m                           | Diskuswurf       | 61,00 m                           |
| Hammerwurf       | 77,00 m                           | Hammerwurf       | 71,00 m                           |
| Speerwurf        | 83,00 m                           | Speerwurf        | 62,00 m                           |
| Zehnkampf        | 8100 Punkte                       | Siebenkampf      | 6200 Punkte                       |

## Zeitplan
Neben den Gehwettbewerben und den Marathonläufen fanden zehn Lauf- und Technikwettbewerbe vormittags statt.
| M | morgens | A | abends | Q | Qualifikation | V | Vorlauf | ½ | Halbfinale | F | Finale |

| Datum →          | Fr 12. | Fr 12. | Fr 12. | Fr 12. | Sa 13. | Sa 13. | Sa 13. | Sa 13. | So 14. | So 14. | So 14. | So 14. | Mo 15. | Mo 15. | Mo 15. | Mo 15. | Di 16. | Di 16. | Di 16. | Di 16. | Mi 17. | Mi 17. | Mi 17. | Mi 17. | Do 18. | Do 18. | Do 18. | Do 18. | Fr 19. | Fr 19. | Fr 19. | Fr 19. | Sa 20. | Sa 20. | Sa 20. | Sa 20. | So 21. | So 21. | So 21. | So 21. |
| ---------------- | ------ | ------ | ------ | ------ | ------ | ------ | ------ | ------ | ------ | ------ | ------ | ------ | ------ | ------ | ------ | ------ | ------ | ------ | ------ | ------ | ------ | ------ | ------ | ------ | ------ | ------ | ------ | ------ | ------ | ------ | ------ | ------ | ------ | ------ | ------ | ------ | ------ | ------ | ------ | ------ |
| Wettkampf ↓      | M      | M      | A      | A      | M      | M      | A      | A      | M      | M      | A      | A      | M      | M      | A      | A      | M      | M      | A      | A      | M      | M      | A      | A      | M      | M      | A      | A      | M      | M      | A      | A      | M      | M      | A      | A      | M      | M      | A      | A      |
| 100 m            |        |        |        |        | Q      | V      |        |        |        |        | ½      | F      |        |        |        |        |        |        |        |        |        |        |        |        |        |        |        |        |        |        |        |        |        |        |        |        |        |        |        |        |
| 200 m            |        |        |        |        |        |        |        |        |        |        |        |        |        |        |        |        | V      | V      |        |        |        |        | ½      | ½      |        |        | F      | F      |        |        |        |        |        |        |        |        |        |        |        |        |
| 400 m            |        |        | V      | V      |        |        | ½      | ½      |        |        | F      | F      |        |        |        |        |        |        |        |        |        |        |        |        |        |        |        |        |        |        |        |        |        |        |        |        |        |        |        |        |
| 800 m            | V      | V      |        |        |        |        | ½      | ½      |        |        |        |        |        |        | F      | F      |        |        |        |        |        |        |        |        |        |        |        |        |        |        |        |        |        |        |        |        |        |        |        |        |
| 1500 m           |        |        |        |        |        |        |        |        |        |        |        |        |        |        |        |        | V      | V      |        |        |        |        |        |        |        |        | ½      | ½      |        |        |        |        |        |        | F      | F      |        |        |        |        |
| 5000 m           |        |        |        |        |        |        |        |        |        |        |        |        |        |        |        |        |        |        |        |        | V      | V      |        |        |        |        |        |        |        |        |        |        |        |        | F      | F      |        |        |        |        |
| 10.000 m         |        |        |        |        |        |        | F      | F      |        |        |        |        |        |        |        |        |        |        |        |        |        |        |        |        |        |        |        |        |        |        |        |        |        |        |        |        |        |        |        |        |
| Marathon         |        |        |        |        |        |        |        |        |        |        |        |        |        |        |        |        |        |        |        |        |        |        |        |        |        |        |        |        |        |        |        |        |        |        |        |        | F      | F      |        |        |
| 110 m Hürden     |        |        |        |        |        |        |        |        |        |        |        |        |        |        | V      | V      |        |        | ½      | F      |        |        |        |        |        |        |        |        |        |        |        |        |        |        |        |        |        |        |        |        |
| 400 m Hürden     |        |        |        |        |        |        |        |        |        |        |        |        | V      | V      |        |        |        |        | ½      | ½      |        |        |        |        | F      | F      |        |        |        |        |        |        |        |        |        |        |        |        |        |        |
| 3000 m Hindernis |        |        |        |        |        |        |        |        |        |        |        |        | V      | V      |        |        |        |        |        |        | F      | F      |        |        |        |        |        |        |        |        |        |        |        |        |        |        |        |        |        |        |
| 4 × 100 m        |        |        |        |        |        |        |        |        |        |        |        |        |        |        |        |        |        |        |        |        |        |        |        |        | V      | V      |        |        |        |        | F      | F      |        |        |        |        |        |        |        |        |
| 4 × 400 m        |        |        |        |        |        |        |        |        |        |        |        |        |        |        |        |        |        |        |        |        |        |        |        |        |        |        |        |        |        |        | V      | V      |        |        | F      | F      |        |        |        |        |
| 20 km Gehen      | F      | F      |        |        |        |        |        |        |        |        |        |        |        |        |        |        |        |        |        |        |        |        |        |        |        |        |        |        |        |        |        |        |        |        |        |        |        |        |        |        |
| 50 km Gehen      |        |        |        |        |        |        |        |        |        |        |        |        |        |        |        |        |        |        |        |        |        |        |        |        |        |        |        |        | F      | F      |        |        |        |        |        |        |        |        |        |        |
| Hochsprung       |        |        |        |        |        |        |        |        |        |        | Q      | Q      |        |        |        |        |        |        | F      | F      |        |        |        |        |        |        |        |        |        |        |        |        |        |        |        |        |        |        |        |        |
| Stabhochsprung   |        |        |        |        |        |        | Q      | Q      |        |        |        |        |        |        | F      | F      |        |        |        |        |        |        |        |        |        |        |        |        |        |        |        |        |        |        |        |        |        |        |        |        |
| Weitsprung       |        |        | Q      | Q      |        |        | F      | F      |        |        |        |        |        |        |        |        |        |        |        |        |        |        |        |        |        |        |        |        |        |        |        |        |        |        |        |        |        |        |        |        |
| Dreisprung       |        |        |        |        |        |        |        |        |        |        |        |        | Q      | Q      |        |        | F      | F      |        |        |        |        |        |        |        |        |        |        |        |        |        |        |        |        |        |        |        |        |        |        |
| Kugelstoßen      |        |        |        |        |        |        |        |        |        |        |        |        |        |        |        |        |        |        |        |        |        |        |        |        | Q      | Q      | F      | F      |        |        |        |        |        |        |        |        |        |        |        |        |
| Diskuswurf       | Q      | Q      |        |        | F      | F      |        |        |        |        |        |        |        |        |        |        |        |        |        |        |        |        |        |        |        |        |        |        |        |        |        |        |        |        |        |        |        |        |        |        |
| Hammerwurf       |        |        |        |        |        |        |        |        |        |        |        |        |        |        |        |        |        |        |        |        | Q      | Q      |        |        |        |        |        |        |        |        | F      | F      |        |        |        |        |        |        |        |        |
| Speerwurf        |        |        |        |        |        |        |        |        |        |        |        |        |        |        |        |        |        |        |        |        |        |        | Q      | Q      |        |        |        |        |        |        |        |        |        |        | F      | F      |        |        |        |        |
| Zehnkampf        |        |        |        |        |        |        |        |        |        |        |        |        |        |        |        |        |        |        |        |        | F      | F      | F      | F      | F      | F      | F      | F      |        |        |        |        |        |        |        |        |        |        |        |        |

| Datum →          | Fr 12. | Fr 12. | Fr 12. | Fr 12. | Sa 13. | Sa 13. | Sa 13. | Sa 13. | So 14. | So 14. | So 14. | So 14. | Mo 15. | Mo 15. | Mo 15. | Mo 15. | Di 16. | Di 16. | Di 16. | Di 16. | Mi 17. | Mi 17. | Mi 17. | Mi 17. | Do 18. | Do 18. | Do 18. | Do 18. | Fr 19. | Fr 19. | Fr 19. | Fr 19. | Sa 20. | Sa 20. | Sa 20. | Sa 20. | So 21. | So 21. | So 21. | So 21. |
| ---------------- | ------ | ------ | ------ | ------ | ------ | ------ | ------ | ------ | ------ | ------ | ------ | ------ | ------ | ------ | ------ | ------ | ------ | ------ | ------ | ------ | ------ | ------ | ------ | ------ | ------ | ------ | ------ | ------ | ------ | ------ | ------ | ------ | ------ | ------ | ------ | ------ | ------ | ------ | ------ | ------ |
| Wettkampf ↓      | M      | M      | A      | A      | M      | M      | A      | A      | M      | M      | A      | A      | M      | M      | A      | A      | M      | M      | A      | A      | M      | M      | A      | A      | M      | M      | A      | A      | M      | M      | A      | A      | M      | M      | A      | A      | M      | M      | A      | A      |
| 100 m            | Q      | Q      | V      | V      |        |        | ½      | F      |        |        |        |        |        |        |        |        |        |        |        |        |        |        |        |        |        |        |        |        |        |        |        |        |        |        |        |        |        |        |        |        |
| 200 m            |        |        |        |        |        |        |        |        |        |        |        |        | V      | V      |        |        |        |        | ½      | ½      |        |        | F      | F      |        |        |        |        |        |        |        |        |        |        |        |        |        |        |        |        |
| 400 m            |        |        |        |        | V      | V      |        |        |        |        | ½      | ½      |        |        | F      | F      |        |        |        |        |        |        |        |        |        |        |        |        |        |        |        |        |        |        |        |        |        |        |        |        |
| 800 m            |        |        |        |        |        |        |        |        |        |        |        |        |        |        |        |        |        |        |        |        | V      | V      |        |        |        |        | ½      | ½      |        |        |        |        |        |        | F      | F      |        |        |        |        |
| 1500 m           |        |        | V      | V      |        |        |        |        |        |        | ½      | ½      |        |        |        |        |        |        | F      | F      |        |        |        |        |        |        |        |        |        |        |        |        |        |        |        |        |        |        |        |        |
| 5000 m           |        |        |        |        |        |        |        |        |        |        |        |        |        |        |        |        | V      | V      |        |        |        |        |        |        |        |        |        |        |        |        | F      | F      |        |        |        |        |        |        |        |        |
| 10.000 m         | F      | F      |        |        |        |        |        |        |        |        |        |        |        |        |        |        |        |        |        |        |        |        |        |        |        |        |        |        |        |        |        |        |        |        |        |        |        |        |        |        |
| Marathon         |        |        |        |        |        |        |        |        | F      | F      |        |        |        |        |        |        |        |        |        |        |        |        |        |        |        |        |        |        |        |        |        |        |        |        |        |        |        |        |        |        |
| 100 m Hürden     |        |        |        |        |        |        |        |        |        |        |        |        |        |        |        |        | V      | V      |        |        |        |        | ½      | F      |        |        |        |        |        |        |        |        |        |        |        |        |        |        |        |        |
| 400 m Hürden     |        |        |        |        |        |        |        |        |        |        |        |        | V      | V      |        |        |        |        | ½      | ½      |        |        |        |        |        |        | F      | F      |        |        |        |        |        |        |        |        |        |        |        |        |
| 3000 m Hindernis |        |        |        |        | V      | V      |        |        |        |        |        |        | F      | F      |        |        |        |        |        |        |        |        |        |        |        |        |        |        |        |        |        |        |        |        |        |        |        |        |        |        |
| 4 × 100 m        |        |        |        |        |        |        |        |        |        |        |        |        |        |        |        |        |        |        |        |        |        |        |        |        | V      | V      |        |        |        |        | F      | F      |        |        |        |        |        |        |        |        |
| 4 × 400 m        |        |        |        |        |        |        |        |        |        |        |        |        |        |        |        |        |        |        |        |        |        |        |        |        |        |        |        |        |        |        | V      | V      |        |        | F      | F      |        |        |        |        |
| 20 km Gehen      |        |        |        |        |        |        |        |        |        |        |        |        |        |        |        |        |        |        |        |        |        |        |        |        |        |        |        |        | F      | F      |        |        |        |        |        |        |        |        |        |        |
| Hochsprung       |        |        |        |        |        |        |        |        |        |        |        |        |        |        |        |        |        |        |        |        |        |        |        |        | Q      | Q      |        |        |        |        |        |        |        |        | F      | F      |        |        |        |        |
| Stabhochsprung   |        |        |        |        |        |        |        |        |        |        |        |        |        |        |        |        | Q      | Q      |        |        |        |        |        |        |        |        |        |        |        |        | F      | F      |        |        |        |        |        |        |        |        |
| Weitsprung       |        |        |        |        |        |        |        |        |        |        |        |        |        |        |        |        |        |        | Q      | Q      |        |        | F      | F      |        |        |        |        |        |        |        |        |        |        |        |        |        |        |        |        |
| Dreisprung       |        |        |        |        | Q      | Q      |        |        |        |        | F      | F      |        |        |        |        |        |        |        |        |        |        |        |        |        |        |        |        |        |        |        |        |        |        |        |        |        |        |        |        |
| Kugelstoßen      | Q      | Q      | F      | F      |        |        |        |        |        |        |        |        |        |        |        |        |        |        |        |        |        |        |        |        |        |        |        |        |        |        |        |        |        |        |        |        |        |        |        |        |
| Diskuswurf       |        |        |        |        |        |        |        |        |        |        |        |        |        |        | Q      | Q      | F      | F      |        |        |        |        |        |        |        |        |        |        |        |        |        |        |        |        |        |        |        |        |        |        |
| Hammerwurf       |        |        | Q      | Q      |        |        |        |        |        |        |        |        | F      | F      |        |        |        |        |        |        |        |        |        |        |        |        |        |        |        |        |        |        |        |        |        |        |        |        |        |        |
| Speerwurf        |        |        |        |        |        |        |        |        |        |        |        |        |        |        |        |        |        |        | Q      | Q      |        |        |        |        |        |        | F      | F      |        |        |        |        |        |        |        |        |        |        |        |        |
| Siebenkampf      | F      | F      | F      | F      | F      | F      | F      | F      |        |        |        |        |        |        |        |        |        |        |        |        |        |        |        |        |        |        |        |        |        |        |        |        |        |        |        |        |        |        |        |        |

## Doping
Im Gegensatz zum IOC zeigte der Weltleichtathletikverband (damalige Bezeichnung: IAAF/heute: World Athletics) sich konsequent im Antidopingkampf und entschied, russische Sportler von den Wettbewerben auszuschließen, es sei denn, sie konnten nachweisen, dass sie regulär kontrolliert worden waren.
Bedingt durch wiederholte Nachtests der Dopingproben von diesen Spielen wuchs die Zahl der positiv getesteten Sportler sukzessive an. Schließlich zeigte sich, dass insgesamt zwölf Athleten gedopt waren – acht Frauen/zwei Männer (gegenüber 96 Fällen vor vier Jahren). Die Ukraine war mit fünf Fällen vertreten, aus Bulgarien, Indien, Kasachstan, Marokko, Saudi-Arabien, Slowenien und den Vereinigten Arabischen Emiraten hatte es jeweils einen Fall gegeben.
Die Dopingfälle im Einzelnen:
- Mukhlid al-Otaibi, Saudi-Arabien – 5000-Meter-Lauf (im Vorlauf ausgeschieden). Der Athlet war kur vor Beginn der Spiele von Rio positiv auf CERA, ein Erythropoetin (EPO)-Derivat, getestet worden. 2020 wurde er vom Weltleichtathletikverband offiziell disqualifiziert.[10]
- Abdelmajid El Hissouf, Marokko – Marathonlauf (ursprünglich auf Rang 68). Er wurde im November 2017 disqualifiziert wegen der Einnahme verbotener Mittel. Darüber hinaus wurde er für den Zeitraum vom 8. November 2016 bis 7. November 2020 mit einer Sperre belegt.[11]
- Olessja Powch, Ukraine – 100-Meter-Lauf (im Halbfinale ausgeschieden)/4-mal-100-Meter-Staffel (ursprünglich auf Platz sechs). Die Sprinterin wurde im März 2019 disqualifiziert, nachdem bei Nachtests ihrer Dopingproben von den Spielen 2016 das Sexualhormon Testosteron nachgewiesen worden war.[12]
- Olha Semljak, Ukraine – 400-Meter-Lauf (zunächst Rang sieben). Sie wurde im März 2019 disqualifiziert, nachdem sich bei Nachtests ihrer Dopingproben von Rio herausgestellt hatte, dass sie das Sexualhormon Testosteron eingesetzt hatte. Alle ihre seit dem 5. Juli 2016 erzielten Resultate wurden annulliert. Darüber hinaus wurde eine Wettkampfsperre von acht Jahren vom 5. Juli 2016 bis 4. Juli 2024 gegen sie ausgesprochen.[13] Disqualifiziert wurde auch die zunächst fünftplatzierte ukrainische 4-mal-400-Meter-Staffel, in der Olha Semljak als Schlussläuferin eingesetzt war.
- Julija Olischewska, Ukraine – 400-Meter-Lauf (im Vorlauf ausgeschieden). Bei Nachtests ihrer Dopingproben fand sich das Dopingmittel Erythropoetin, bekannt unter dem Kürzel EPO. Das Resultat der Läuferin wurde annulliert, außerdem wurde sie vom 19. Juli 2016 bis 30. Dezember 2020 gesperrt.[14]
- Nirmala Sheoran, Indien – 400-Meter-Lauf (im Vorlauf ausgeschieden). Ihr wurden auf der Grundlage ihres Biologischen Passes und nachträglicher Analysen früherer Dopingproben Verstöße gegen die Antidopingbestimmungen nachgewiesen. Sie hatte verbotene Mittel eingesetzt, was ihr eine vierjährige Sperre einbrachte. Ihre von August 2016 bis November 2018 erzielten Resultate wurden ihr aberkannt. Davon betroffen war auch das Resultat der indischen 4-mal-400-Meter-Staffel, die in Rio im Vorlauf ausschied.[15] Nirmala Sheoran war dort als Startläuferin eingesetzt.
- Anastassija Kudinowa Kasachstan – 400-Meter-Lauf (im Vorlauf ausgeschieden). Ihr Dopingtest vom 13. Juli 2016 war positiv. Dies hatte eine vierjährige Wettkampfsperre bis zum 16. August 2020 zur Folge sowie eine Aberkennung ihrer seit dem 13. Juli 2016 erzielten Resultate.[16]
- Natalija Lupu, Ukraine – 800-Meter-Lauf (im Halbfinale ausgeschieden). Sie wurde bei einer nachträglichen Analyse von Dopingproben im Mai 2017 positiv auf den Einsatz verbotener Mittel getestet, wodurch sie sich eine achtjährige Sperre einhandelte, denn sie war bereits bei einer Dopingkontrolle im Jahr 2014 positiv getestet worden. Somit war sie eine Mehrfachtäterin.[17]
- Betlhem Desalegn, Vereinigte Arabische Emirate – 1500-Meter-Lauf. Sie verzichtete knapp drei Wochen vor diesen Spielen auf einen Start. Als Grund machte sie andauernde Knieprobleme geltend.[18] Im November 2017 wurden dann alle ihre von 2014 bis 2016 erzielten Resultate wegen Irregularitäten in ihrem Biologischen Pass annulliert.[19]
- Silwija Danekowa, Bulgarien – 3000-Meter-Hindernislauf. Wenige Tage vor dem Wettbewerb wurde die Athletin nach einem positiven Dopingtest suspendiert. Die Blutproben ergaben den Einsatz von Erythropoetin, kurz EPO.[20]
- Martina Ratej, Slowenien – Speerwurf (in der Qualifikation ausgeschieden). Sie wurde bei einem Nachtest positiv auf die verbotenen Substanz Clostebol getestet. Sie hatte zunächst Widerspruch eingelegt, ihren Einspruch jedoch zurückgezogen. Sie wurde mit einer zweijährigen Sperre beginnend mit dem 11. August 2021 belegt. Unter anderem ihr Resultat von diesen Spielen wurde annulliert.[21][22]
- Alina Fjodorowa, Ukraine – Siebenkampf (Platz 28). Ihre Dopingprobe vom 27. Juli 2016 wurde am 16. November 2016 positiv auf Testosteron getestet. Ihre seit dem 27. Juli 2016 erzielten Resultate wurden annulliert und sie wurde vom 16. November 2016 an für vier Jahre gesperrt.[23]

Als zweite Nation neben Russland rückte Kenia in der Dopingproblematik immer mehr in den Fokus. Zwei Ereignisse im olympischen Dorf verstärkten die Verdachtsmomente gegen Kenia:
- Der kenianische Leichtathletikdelegationschef Michael Rotich, selbst ehemaliger Mittelstreckler, wurde von den Spielen abgezogen, weil er kenianische Athleten vor anstehenden Dopingtests gewarnt haben soll. Bei seiner Ankunft soll er auf dem Flughafen in Nairobi festgenommen worden sein.[24]
- Trainer John Anzrah täuschte bei einer Urinprobe im Zusammenhang mit einer Dopingkontrolle vor, er sei der zur kontrollierende 800-Meter-Läufer Ferguson Cheruiyot Rotich. Kenias Chef de Mission Stephan Arap Soi erklärte, Anzrah habe dazu die in seinem Besitz befindliche Akkreditierung des Athleten eingesetzt.[25]

Die Anzahl der offiziell überführten Dopingsünder ist nicht mehr vergleichbar mit den Zahlen vorangegangener Spiele. Dazu hat sicherlich beigetragen, dass mit Russland der Verband mit dem in der Vergangenheit weitaus größten Anteil an suspendierten Athleten hier in Rio in der Leichtathletik von der Teilnahme ausgeschlossen war. Aber klar ist ebenso, dass damit das Thema nicht abgeschlossen ist. Auch nach 2008 und 2012 hat es in vielen Fällen lange gedauert, bis in vorhandenen Dopingproben verbotene Substanzen nachgewiesen werden konnten. Die Geschädigten waren und sind die ehrlichen Sportler, die erst Jahre später ihre Medaillen erhielten, denen die Teilnahme an Finalkämpfen durch die Dopingbetrüger verwehrt wurden und denen eigentlich zustehende Fördergelder entgingen, weil die wahren Platzierungen erst lange Zeit nach den Wettbewerben verifiziert wurden.

## Sportliche Erfolge
Das Leistungsniveau bei diesen Olympischen Spielen war sehr hoch.
- In drei Disziplinen wurden drei Weltrekorde aufgestellt:
  - 400-Meter-Lauf Männer: Wayde van Niekerk (Südafrika) – 43,03 s
  - 10.000-Meter-Lauf Frauen: Almaz Ayana (Äthiopien) – 29:17,45 min
  - Hammerwurf Frauen: Anita Włodarczyk (Polen) – 82,29 m
- Außerdem gab es in fünf Disziplinen sechs Verbesserungen des Olympiarekords:
  - 3000-Meter-Hindernislauf Männer: Conseslus Kipruto (Kenia) – 8:03,28 min
  - Stabhochsprung Männer: Renaud Lavillenie (Frankreich) – 5,98 m
  - Stabhochsprung Männer: Thiago Braz da Silva (Brasilien) – 6,03 m
  - Kugelstoßen Männer: Ryan Crouser (USA) – 22,52 m
  - 5000-Meter-Lauf Frauen: Vivian Jepkemoi Cheruiyot (Kenia) – 14:26,17 min
  - Hammerwurf Frauen: Anita Włodarczyk (Polen) – 80,40 m
- Einmal wurde außerdem der olympische Rekord eingestellt:
  - Zehnkampf Männer: Ashton Eaton (USA) – 8893 Punkte

Darüber hinaus wurden in fünf Disziplinen acht neue Kontinentalrekorde aufgestellt (Amerika: 3/Afrika: 1/Asien: 4) und in 35 Disziplinen gab es 85 neue oder egalisierte Landesrekorde.
Erfolgreichste Nation waren wie schon so oft die Vereinigten Staaten mit dreizehn Olympiasiegern gegenüber neun bei den letzten Spielen. Kenia und Jamaika hatten jeweils sechs Goldmedaillen auf ihrem Konto. Dahinter folgten die Volksrepublik China, Südafrika, Großbritannien, Deutschland und Kroatien mit jeweils zwei Olympiasiegen. Alle anderen Nationen errangen in der Leichtathletik höchstens eine Goldmedaille.
Bei den einzelnen Sportlern sind besonders folgende Leistungen zu nennen.
- Ein Athlet errang drei Goldmedaillen bei diesen Spielen:
  - Usain Bolt (Jamaika) – 100 Meter, 200 Meter und 4 × 100 Meter
- Drei weitere Sportler errangen jeweils zwei Goldmedaillen in Rio:
  - Elaine Thompson (Jamaika) – 100 Meter, 200 Meter – dazu Silber über 4 × 100 Meter
  - Allyson Felix (USA) – 4 × 100 Meter und 4 × 400 Meter – dazu Silber über 400 Meter
  - Mo Farah (Großbritannien) – 5000 Meter und 10.000 Meter
- Zehn Olympiasieger hatten bereits bei früheren Olympischen Spielen Gold gewonnen:
  - Usain Bolt (Jamaika) – 100 Meter, Wiederholung seiner Siege von 2008 und 2012/200 Meter, Wiederholung seiner Siege von 2008 und 2012/4 × 100 Meter, Wiederholung seines Siegs von 2012 (damit jetzt achtfacher Olympiasieger)
  - Allyson Felix (USA) – 4 × 100 Meter, Wiederholung ihres Siegs von 2012/4 × 400 Meter, Wiederholung ihres Siegs von 2012/2012 außerdem siegreich über 200 Meter (damit jetzt fünffache Olympiasiegerin)
  - Mo Farah (Großbritannien) – 5000 Meter, Wiederholung seines Siegs von 2012/10.000 Meter, Wiederholung seines Siegs von 2012 (damit jetzt vierfacher Olympiasieger)
  - Tianna Bartoletta (USA) – 4 × 100 Meter, Wiederholung ihres Siegs von 2012/hier in Rio außerdem siegreich im Weitsprung (damit jetzt dreifache Olympiasiegerin)
  - LaShawn Merritt (USA) – 4 × 400 Meter, Wiederholung seines Siegs von 2012/2008 außerdem siegreich über 400 Meter (damit jetzt dreifacher Olympiasieger)
  - David Lekuta Rudisha (Kenia) – 800 Meter, Wiederholung seines Siegs von 2012 (damit jetzt zweifacher Olympiasieger)
  - Christian Taylor (USA) – Dreisprung, Wiederholung seines Siegs von 2012 (damit jetzt zweifacher Olympiasieger)
  - Ashton Eaton (USA) – Zehnkampf, Wiederholung seines Siegs von 2012 (damit jetzt zweifacher Olympiasieger)
  - Caster Semenya (Südafrika) – 800 Meter, Wiederholung ihres Siegs von 2012 (damit jetzt zweifache Olympiasiegerin)
  - Sandra Perković (Kroatien) – Diskuswurf, Wiederholung ihres Siegs von 2012 (damit jetzt zweifache Olympiasiegerin)
  - Anita Włodarczyk (Polen) – Hammerwurf, Wiederholung ihres Siegs von 2012 (damit jetzt zweifache Olympiasiegerin)
  - Kerron Clement (USA) – hier in Rio Goldmedaillengewinner über 400 Meter Hürden, 2008 siegreich über 4 × 400 Meter (damit jetzt zweifacher Olympiasieger)
  - Yohan Blake (Jamaika) – 4 × 100 Meter, Wiederholung seines Siegs von 2012 (damit jetzt zweifacher Olympiasieger)
  - Francena McCorory (USA) – 4 × 400 Meter, Wiederholung ihres Siegs von 2012 (damit jetzt zweifache Olympiasiegerin)

## Resultate Männer

### 100 m

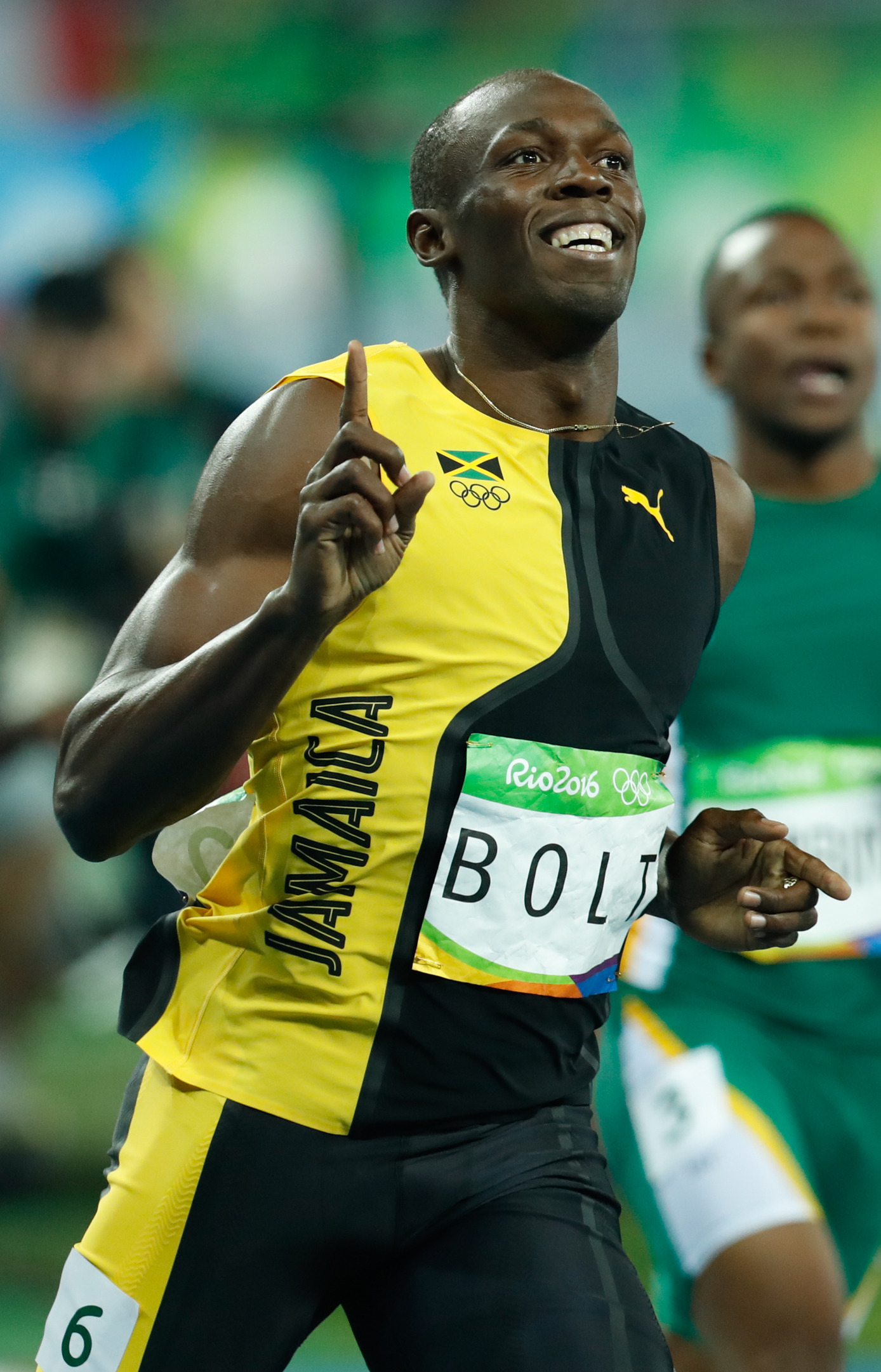
Usain Bolt gewann auch diesmal beide Sprintstrecken und hatte hier am Ende seiner olympischen Laufbahn acht Goldmedaillen errungen

| Platz | Athlet            | Land | Zeit (s) |
| ----- | ----------------- | ---- | -------- |
| 1     | Usain Bolt        | JAM  | 09,81 SB |
| 2     | Justin Gatlin     | USA  | 09,89000 |
| 3     | Andre De Grasse   | CAN  | 09,91 PB |
| 4     | Yohan Blake       | JAM  | 09,93 SB |
| 5     | Akani Simbine     | RSA  | 09,94000 |
| 6     | Ben Youssef Meïté | CIV  | 09,96000 |
| 7     | Jimmy Vicaut      | FRA  | 10,04000 |
| 8     | Trayvon Bromell   | USA  | 10,06000 |

Finale: 14. August 2016
Wind: +0,2 m/s

### 200 m
| Platz | Athlet              | Land | Zeit (s) |
| ----- | ------------------- | ---- | -------- |
| 1     | Usain Bolt          | JAM  | 19,78    |
| 2     | Andre De Grasse     | CAN  | 20,02    |
| 3     | Christophe Lemaitre | FRA  | 20,12    |
| 4     | Adam Gemili         | GBR  | 20,12    |
| 5     | Churandy Martina    | NED  | 20,13    |
| 6     | LaShawn Merritt     | USA  | 20,19    |
| 7     | Alonso Edward       | PAN  | 20,23    |
| 8     | Ramil Guliyev       | TUR  | 20,43    |

Finale: 18. August 2016
Wind: −0,5 m/s

### 400 m

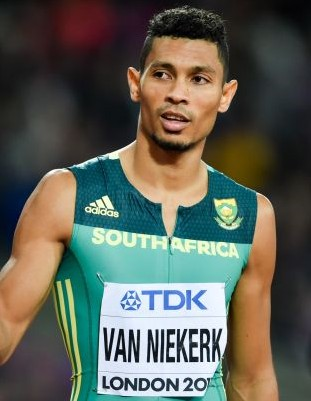
Wayde van Niekerk – Sieger über 400 Meter in neuer Weltrekordzeit

| Platz | Athlet               | Land | Zeit (s) |
| ----- | -------------------- | ---- | -------- |
| 1     | Wayde van Niekerk    | RSA  | 43,03 WR |
| 2     | Kirani James         | GRN  | 43,76000 |
| 3     | LaShawn Merritt      | USA  | 43,85000 |
| 4     | Machel Cedenio       | TTO  | 44,01 NR |
| 5     | Karabo Sibanda       | BOT  | 44,25000 |
| 6     | Ali Khamis           | BRN  | 44,36 NR |
| 7     | Bralon Taplin        | GRN  | 44,45000 |
| 8     | Matthew Hudson-Smith | GBR  | 44,61000 |

Finale: 14. August 2016

### 800 m

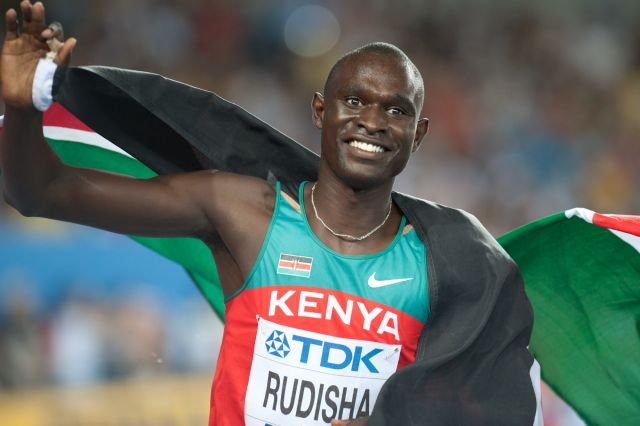
David Rudisha wurde nach 2012 zum zweiten Mal Olympiasieger über 800 Meter

| Platz | Athlet                    | Land | Zeit (min)  |
| ----- | ------------------------- | ---- | ----------- |
| 1     | David Lekuta Rudisha      | KEN  | 1:42,15 SB0 |
| 2     | Taoufik Makhloufi         | ALG  | 1:42,61 NR  |
| 3     | Clayton Murphy            | USA  | 1:42,93 PB0 |
| 4     | Pierre-Ambroise Bosse     | FRA  | 1:43,41 SB0 |
| 5     | Ferguson Cheruiyot Rotich | KEN  | 1:43,55 SB0 |
| 6     | Marcin Lewandowski        | POL  | 1:44,20 SB0 |
| 7     | Alfred Kipketer           | KEN  | 1:46,020000 |
| 8     | Boris Berian              | USA  | 1:46,150000 |

Finale: 15. August 2016

### 1500 m

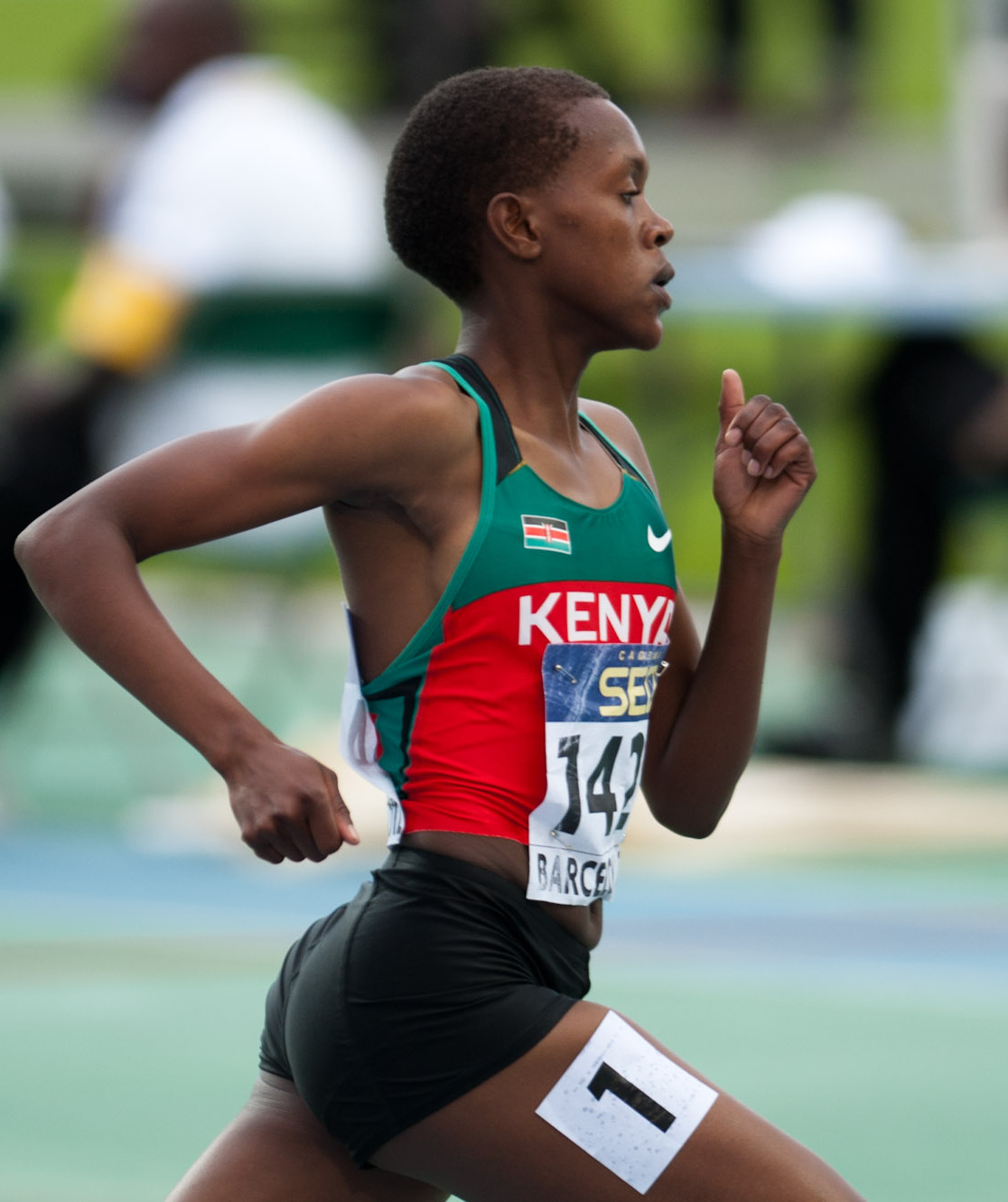
Faith Kipyegon – 2015 Vizeweltmeisterin und nun Olympiasiegerin

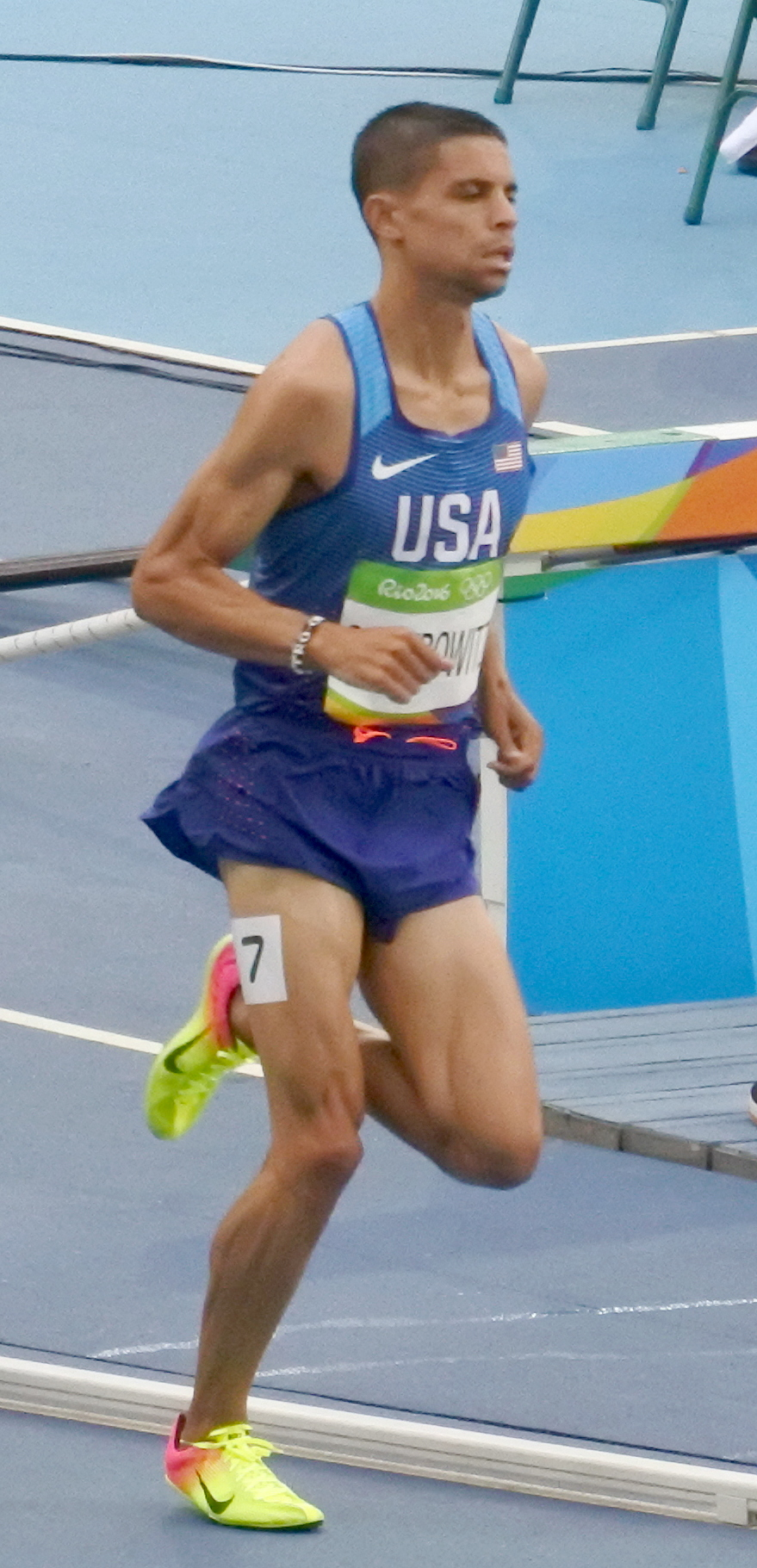
In einem rein auf das Finish abgestelltem Rennen hieß der Olympiasieger Matthew Centrowitz

| Platz | Athlet             | Land | Zeit (min) |
| ----- | ------------------ | ---- | ---------- |
| 1     | Matthew Centrowitz | USA  | 3:50,00    |
| 2     | Taoufik Makhloufi  | ALG  | 3:50,11    |
| 3     | Nicholas Willis    | NZL  | 3:50,24    |
| 4     | Ayanleh Souleiman  | DJI  | 3:50,29    |
| 5     | Abdalaati Iguider  | MAR  | 3:50,58    |
| 6     | Asbel Kiprop       | KEN  | 3:50,87    |
| 7     | David Bustos       | ESP  | 3:51,06    |
| 8     | Ben Blankenship    | USA  | 3:51,09    |

Finale: 20. August 2016

### 5000 m

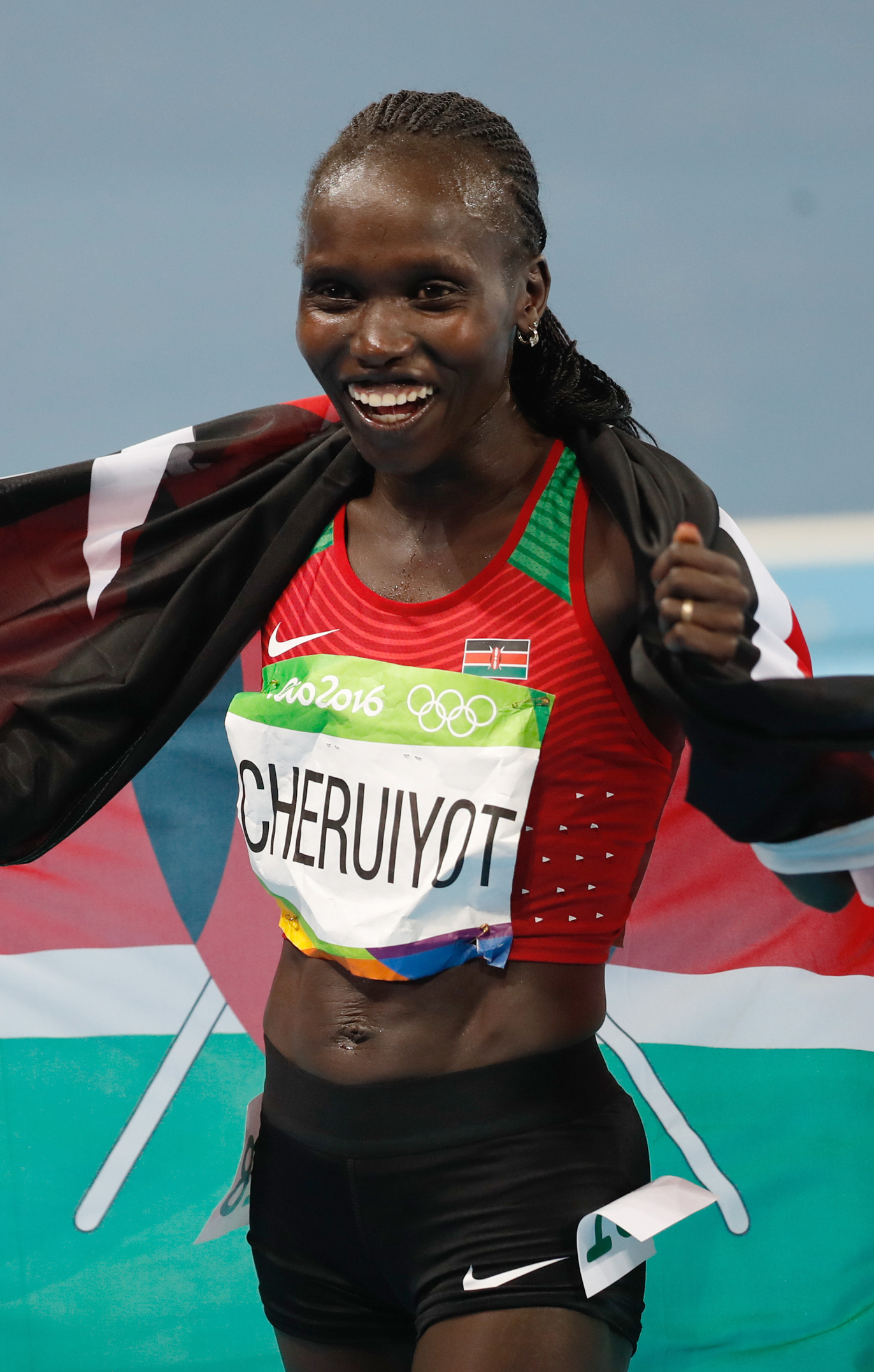
Ein überlegener Sieg für Vivian Cheruiyot

| Platz | Athlet                  | Land | Zeit (min)  |
| ----- | ----------------------- | ---- | ----------- |
| 1     | Mo Farah                | GBR  | 13:03,30000 |
| 2     | Paul Kipkemoi Chelimo   | USA  | 13:03,90 PB |
| 3     | Hagos Gebrhiwet         | ETH  | 13:04,35000 |
| 4     | Mohammed Ahmed          | CAN  | 13:05,94000 |
| 5     | Bernard Lagat           | USA  | 13:06,78 SB |
| 6     | Andrew Butchart         | GBR  | 13:08,61 PB |
| 7     | Albert Kibichii Rop     | BRN  | 13:08,79000 |
| 8     | Joshua Kiprui Cheptegei | UGA  | 13:09,17000 |

Finale: 20. August 2016

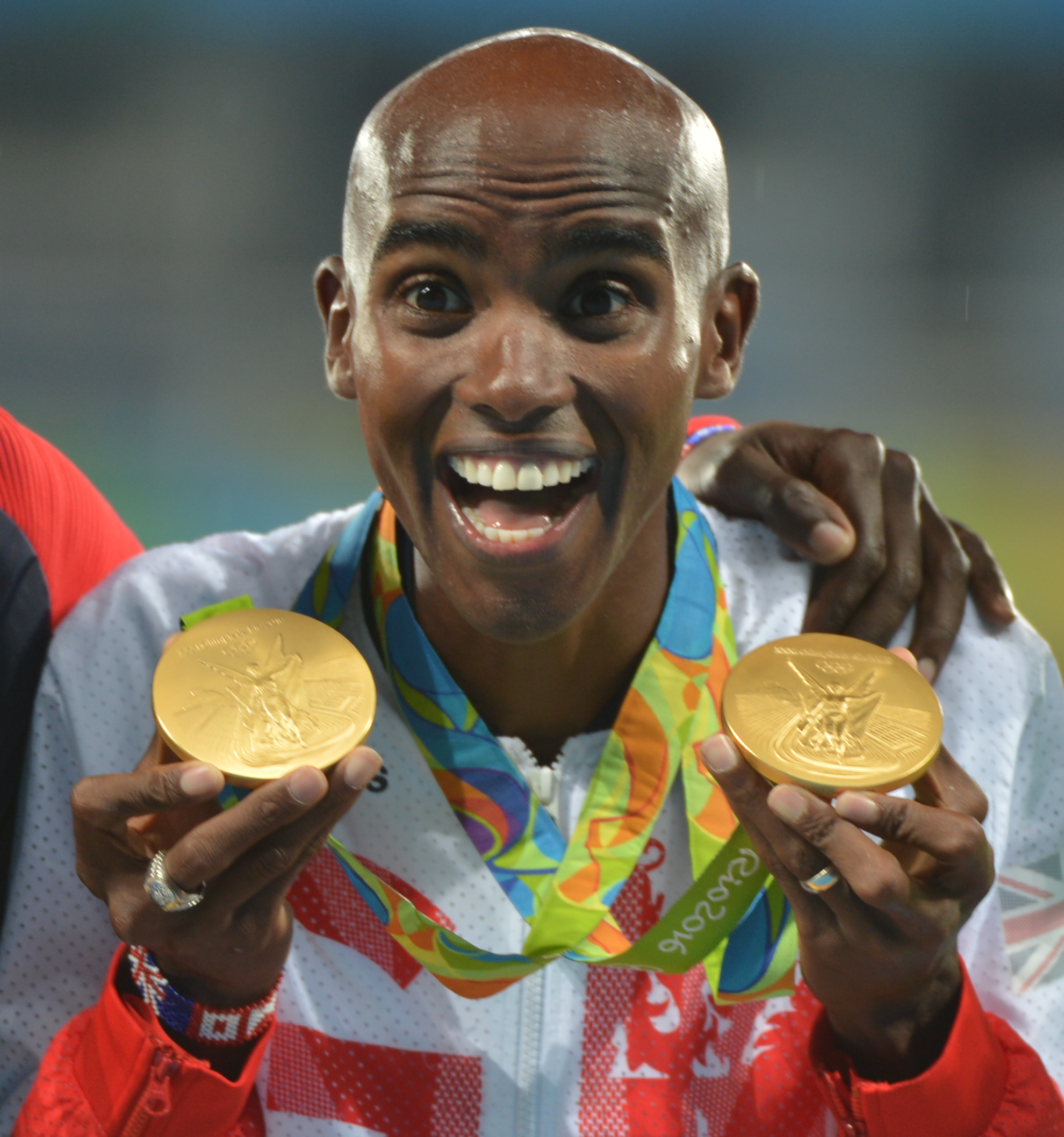
Mo Farah gewann wie schon vor vier Jahren das Double über 5000 und 10.000 Meter

In diesem Wettbewerb gab es einen nachträglich geahndeten Dopingfall:

Der im Vorlauf ausgeschiedene Mukhlid al-Otaibi aus Saudi-Arabien war kur vor Beginn der Spiele von Rio positiv auf CERA, ein Erythropoetin (EPO)-Derivat, getestet worden. 2020 wurde er vom Weltleichtathletikverband offiziell disqualifiziert.

### 10.000 m

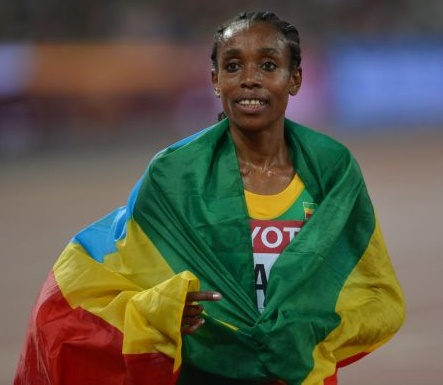
Almaz Ayana siegte über 10.000 Meter in neuer Weltrekordzeit

| Platz | Athlet                  | Land | Zeit (min) |
| ----- | ----------------------- | ---- | ---------- |
| 1     | Mo Farah                | GBR  | 27:05,17   |
| 2     | Paul Kipngetich Tanui   | KEN  | 27:05,64   |
| 3     | Tamirat Tola            | ETH  | 27:06,26   |
| 4     | Yigrem Demelash         | ETH  | 27:06,27   |
| 5     | Galen Rupp              | USA  | 27:08,92   |
| 6     | Joshua Kiprui Cheptegei | UGA  | 27:10,06   |
| 7     | Bedan Karoki Muchiri    | KEN  | 27:22,93   |
| 8     | Zersenay Tadese         | ERI  | 27:23,86   |

Finale: 13. August 2016

### Marathon
| Platz | Athlet                | Land | Zeit (h)   |
| ----- | --------------------- | ---- | ---------- |
| 1     | Eliud Kipchoge        | KEN  | 2:08:44000 |
| 2     | Feyisa Lilesa         | ETH  | 2:09:54000 |
| 3     | Galen Rupp            | USA  | 2:10:05 PB |
| 4     | Ghirmay Ghebreslassie | ERI  | 2:11:04000 |
| 5     | Alphonce Felix Simbu  | TAN  | 2:11:15000 |
| 6     | Jared Ward            | USA  | 2:11:30 PB |
| 7     | Tadesse Abraham       | SUI  | 2:11:42000 |
| 8     | Munyo Solomon Mutai   | UGA  | 2:11:49 SB |

21. August 2016

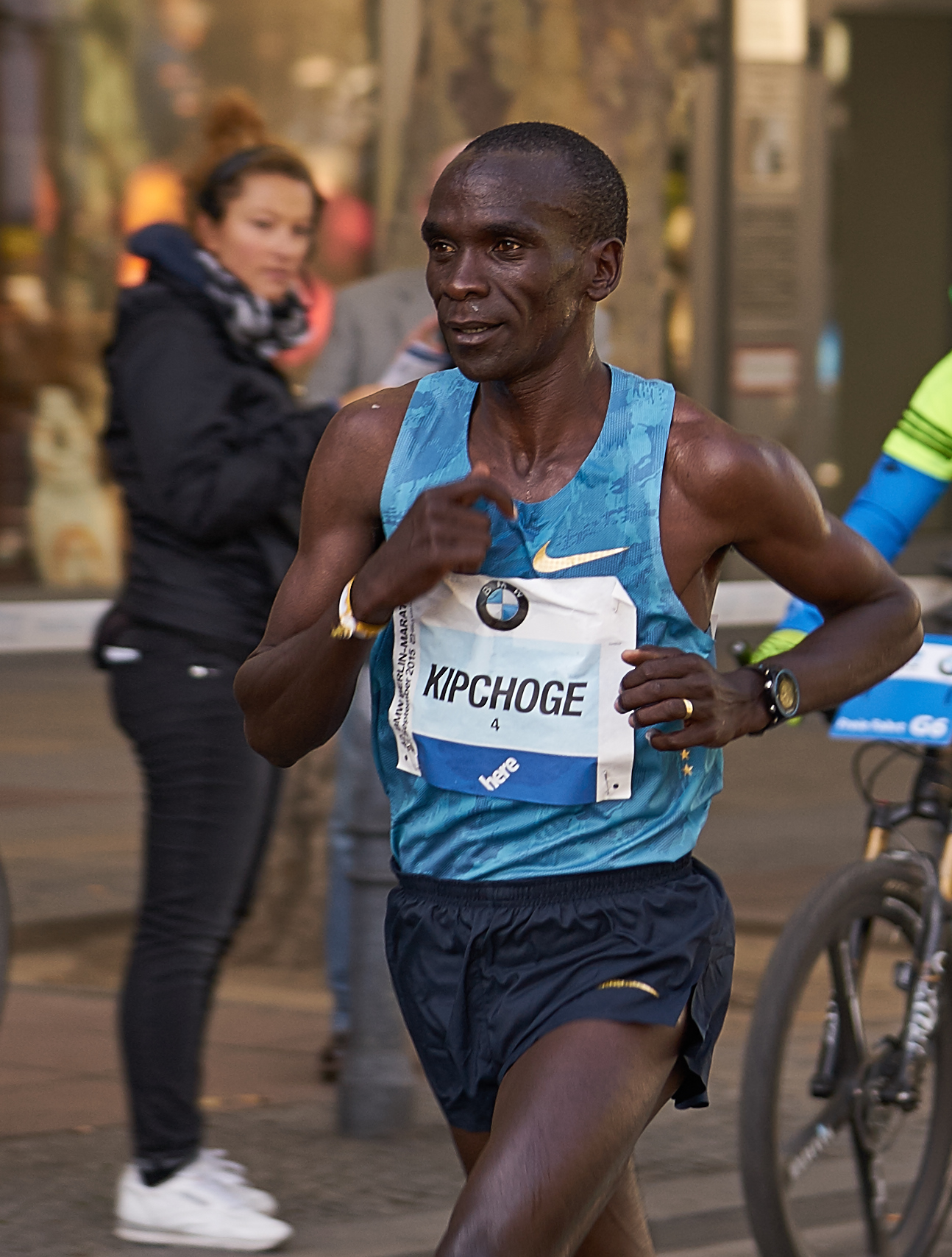
Eliud Kipchoge – Sieger des Marathonlaufs

Es gab einen Dopingfall in diesem Wettbewerb.
Der ursprünglich auf Rang 68 platzierte Marokkaner Abdelmajid El Hissouf wurde im November 2017 wegen der Einnahme verbotener Mittel disqualifiziert. Darüber hinaus wurde er für den Zeitraum vom 8. November 2016 bis 7. November 2020 mit einer Sperre belegt.

### 110 m Hürden

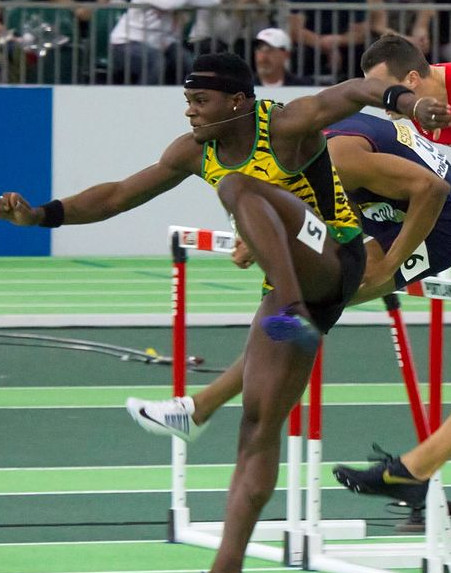
Omar McLeod, Olympiasieger im Hürdensprint

| Platz | Athlet                  | Land | Zeit (s)                                                    |
| ----- | ----------------------- | ---- | ----------------------------------------------------------- |
| 1     | Omar McLeod             | JAM  | 13,05                                                       |
| 2     | Orlando Ortega          | ESP  | 13,17                                                       |
| 3     | Dimitri Bascou          | FRA  | 13,24                                                       |
| 4     | Pascal Martinot-Lagarde | FRA  | 13,29                                                       |
| 5     | Devon Allen             | USA  | 13,31                                                       |
| 6     | Johnathan Cabral        | CAN  | 13,40                                                       |
| 7     | Milan Traikovits        | CYP  | 13,41                                                       |
| DSQ   | Ronnie Ash              | USA  | World Athletics Regel 168.7b – Absichtliches Hürdenumstoßen |

Finale: 16. August 2016
Wind: +0,2 m/s

### 400 m Hürden

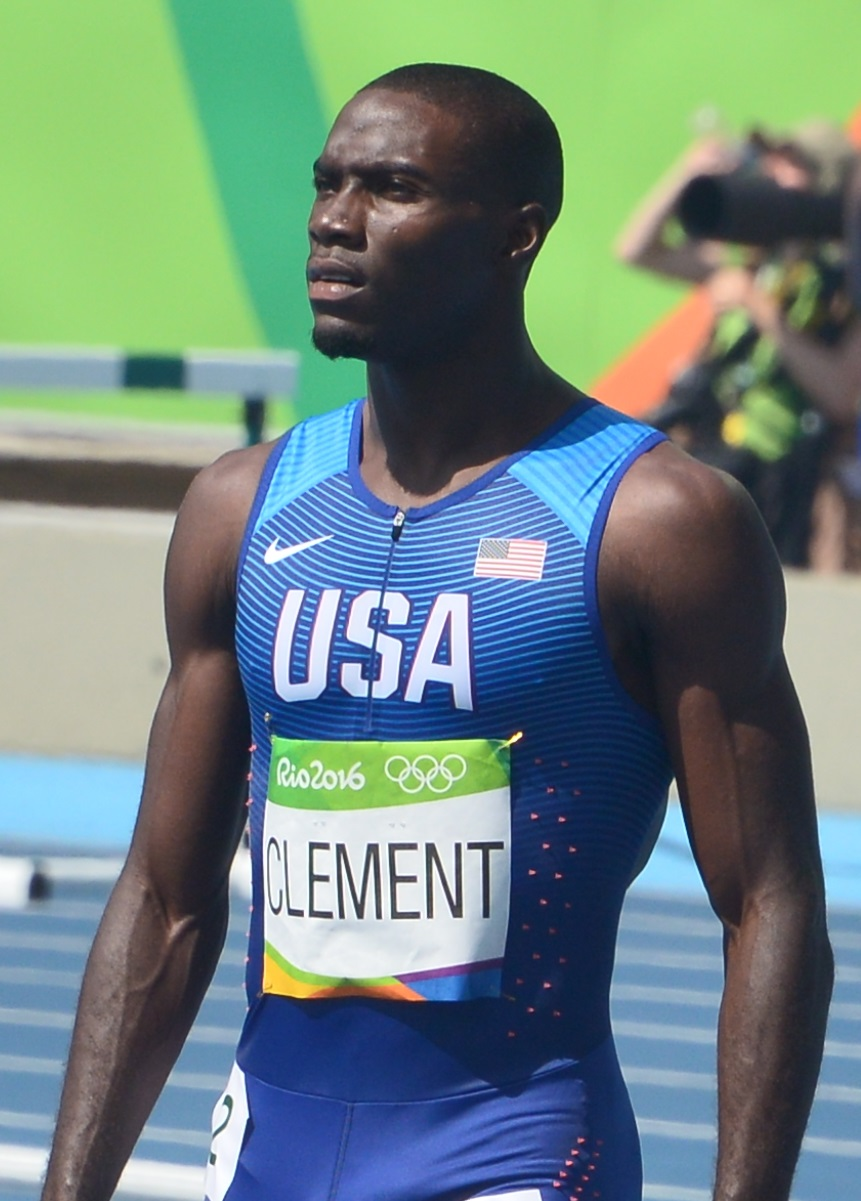
Kerron Clement gewann über 400 Meter Hürden seine dritte Medaille nach Gold 2008 und Silber 2012

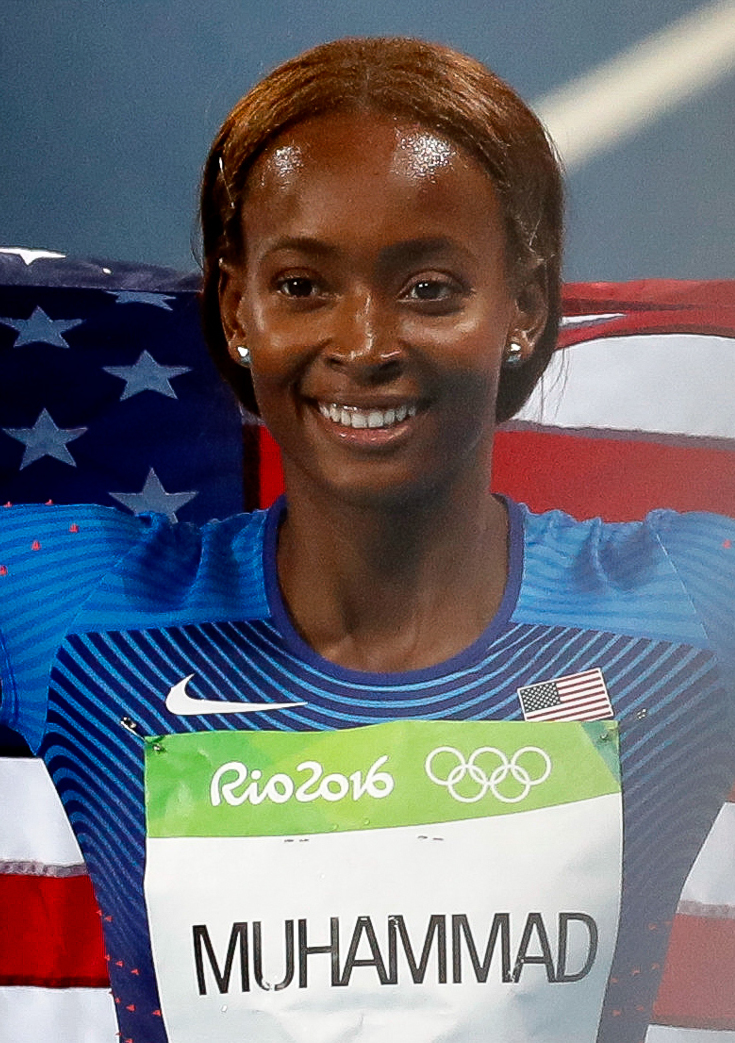
Olympiasiegerin wurde die favorisierte Dalilah Muhammad

| Platz | Athlet                  | Land | Zeit (s)                                |
| ----- | ----------------------- | ---- | --------------------------------------- |
| 1     | Kerron Clement          | USA  | 47,73 SB0                               |
| 2     | Boniface Mucheru Tumuti | KEN  | 47,78 NR                                |
| 3     | Yasmani Copello         | TUR  | 47,92 NR                                |
| 4     | Thomas Barr             | IRL  | 47,97 NR                                |
| 5     | Annsert Whyte           | JAM  | 48,070000                               |
| 6     | Rasmus Mägi             | EST  | 48,40 NR                                |
| 7     | Aron Kipchumba Koech    | KEN  | 49,090000                               |
| DSQ   | Javier Culson           | PUR  | World Athletics Regel 162.7 – Fehlstart |

Finale: 18. August 2016

### 3000 m Hindernis

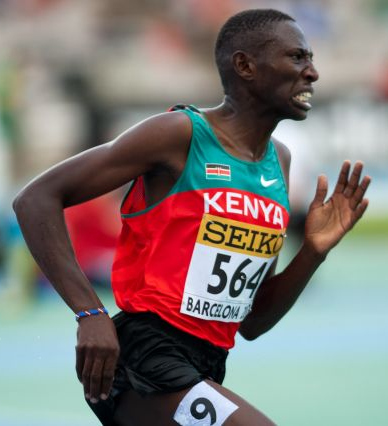
Der Hindernislauf blieb fest in kenianischer Hand – hier mit Olympiasieger Conselius Kipruto

| Platz | Athlet                | Land | Zeit (min) |
| ----- | --------------------- | ---- | ---------- |
| 1     | Conseslus Kipruto     | KEN  | 8:03,28 OR |
| 2     | Evan Jager            | USA  | 8:04,28000 |
| 3     | Mahiedine Mekhissi    | FRA  | 8:11,52000 |
| 4     | Soufiane el-Bakkali   | MAR  | 8:14,35000 |
| 5     | Yoann Kowal           | FRA  | 8:16,75000 |
| 6     | Brimin Kiprop Kipruto | KEN  | 8:18,79000 |
| 7     | Hillary Bor           | USA  | 8:22,74000 |
| 8     | Donald Cabral         | USA  | 8:25,81000 |

Finale: 17. August 2016

### 4 × 100 m Staffel

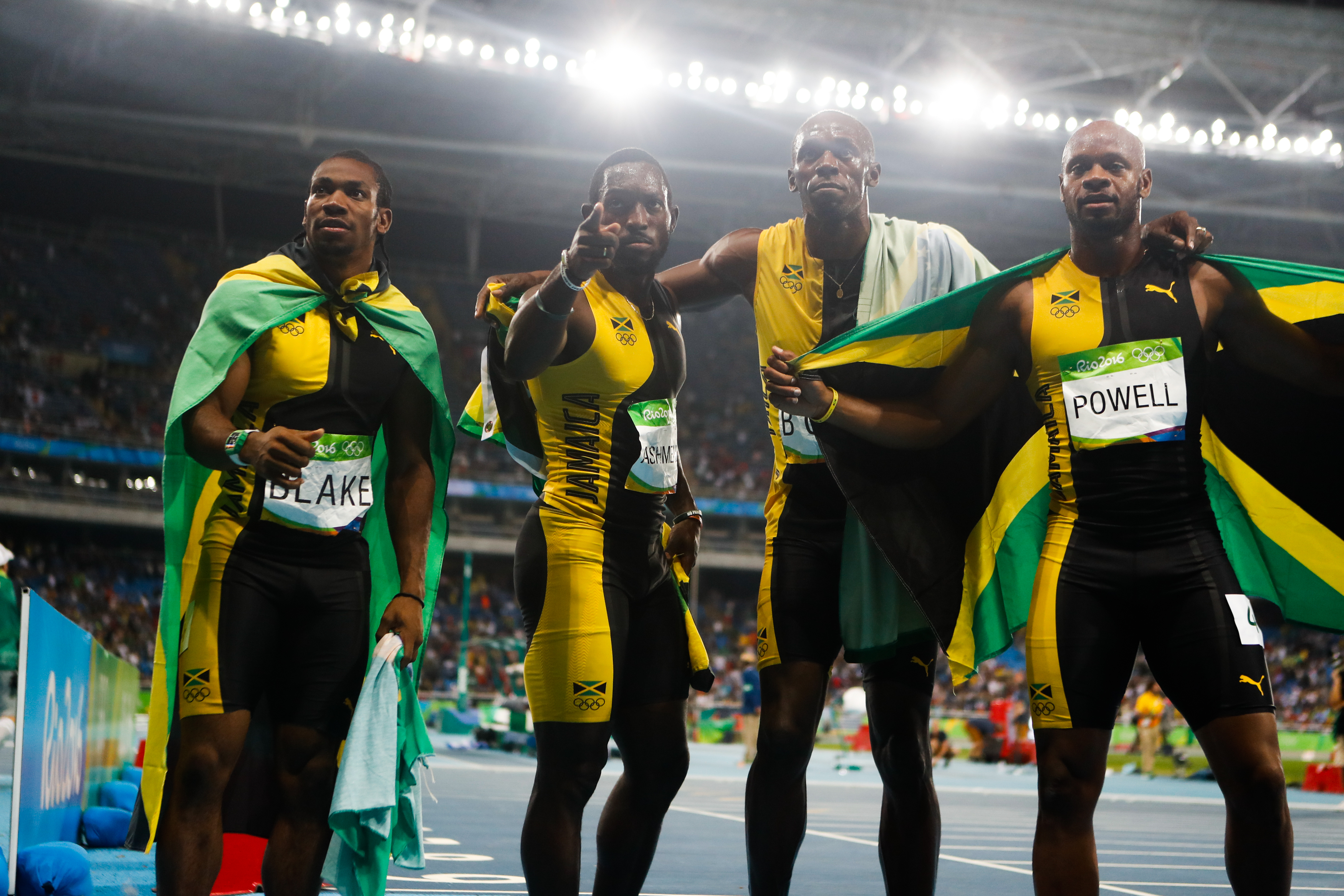
Die siegreiche Staffel Jamaikas (v. l. n. r.):
Yohan Blake, Nickel Ashmeade, Usain Bolt und Asafa Powell

| Platz | Land                | Athleten | Zeit (s)                                                  |
| ----- | ------------------- | --- | --------------------------------------------------------- |
| 1     | Jamaika             | Asafa Powell Yohan Blake (Finale) Nickel Ashmeade Usain Bolt (Finale) im Vorlauf außerdem: Jevaughn Minzie Kemar Bailey-Cole  | 37,27 SB                                                  |
| 2     | Japan               | Ryōta Yamagata Shōta Iizuka Yoshihide Kiryū Asuka Cambridge                                                                   | 37,60 AS                                                  |
| 3     | Kanada              | Akeem Haynes Aaron Brown Brendon Rodney Andre De Grasse (Finale) im Vorlauf außerdem: Mobolade Ajomale                        | 37,64 NR                                                  |
| 4     | Volksrepublik China | Tang Xingqiang Xie Zhenye Su Bingtian Zhang Peimeng                                                                           | 37,90000                                                  |
| 5     | Großbritannien      | Richard Kilty Harry Aikines-Aryeetey James Ellington Adam Gemili (Finale) im Vorlauf außerdem: Chijindu Ujah                  | 37,98000                                                  |
| 6     | Brasilien           | Ricardo de Souza Vitor Hugo dos Santos Bruno de Barros Jorge Vides                                                            | 38,41000                                                  |
| DSQ   | Trinidad und Tobago | Keston Bledman Rondel Sorrillo Emmanuel Callender Richard Thompson                                                            | World Athletics Regel 163.3 Bahnübertreten                |
| DSQ   | USA                 | Mike Rodgers Justin Gatlin (Finale) Tyson Gay Trayvon Bromell (Finale) im Vorlauf außerdem: Christian Coleman Jarrison Lawson | World Athletics Regel 170.7 Überschreiten der Wechselzone |

Finale: 19. August 2016

### 4 × 400 m Staffel
| Platz | Land      | Athleten | Zeit (min) |
| ----- | --------- | --- | ---------- |
| 1     | USA       | Arman Hall Tony McQuay Gil Roberts (Finale) LaShawn Merritt (Finale) im Vorlauf außerdem: Kyle Clemons David Verburg | 2:57,30 SB |
| 2     | Jamaika   | Peter Matthews Nathon Allen Fitzroy Dunkley (Finale) Javon Francis im Vorlauf außerdem: Rusheen McDonald             | 2:58,16000 |
| 3     | Bahamas   | Alonzo Russell Michael Mathieu (Finale) Steven Gardiner Chris Brown im Vorlauf außerdem: Stephen Newbold             | 2:58,49000 |
| 4     | Belgien   | Dylan Borlée Jonathan Borlée Kévin Borlée Julien Watrin                                                              | 2:58,52 NR |
| 5     | Botswana  | Isaac Makwala Gaone Maotoanong Onkabetse Nkobolo Karabo Sibanda                                                      | 2:59,06 NR |
| 6     | Kuba      | Adrián Chacón William Collazo Yoandys Lescay Osmaidel Pellicier                                                      | 2:59,53000 |
| 7     | Polen     | Łukasz Krawczuk Jakub Krzewina Rafał Omelko Michał Pietrzak                                                          | 3:00,50000 |
| 8     | Brasilien | Peterson Dos Santos Alexander Russo Pedro Luiz de Oliveira Hugo de Sousa                                             | 3:03,28000 |

Finale: 20. August 2016

### 20 km Gehen

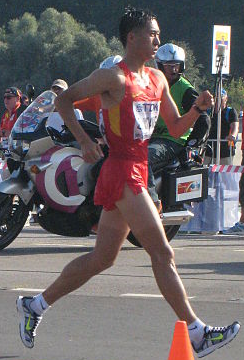
Olympiasieger Wang Zhen wiederholte seinen Erfolg von 2008

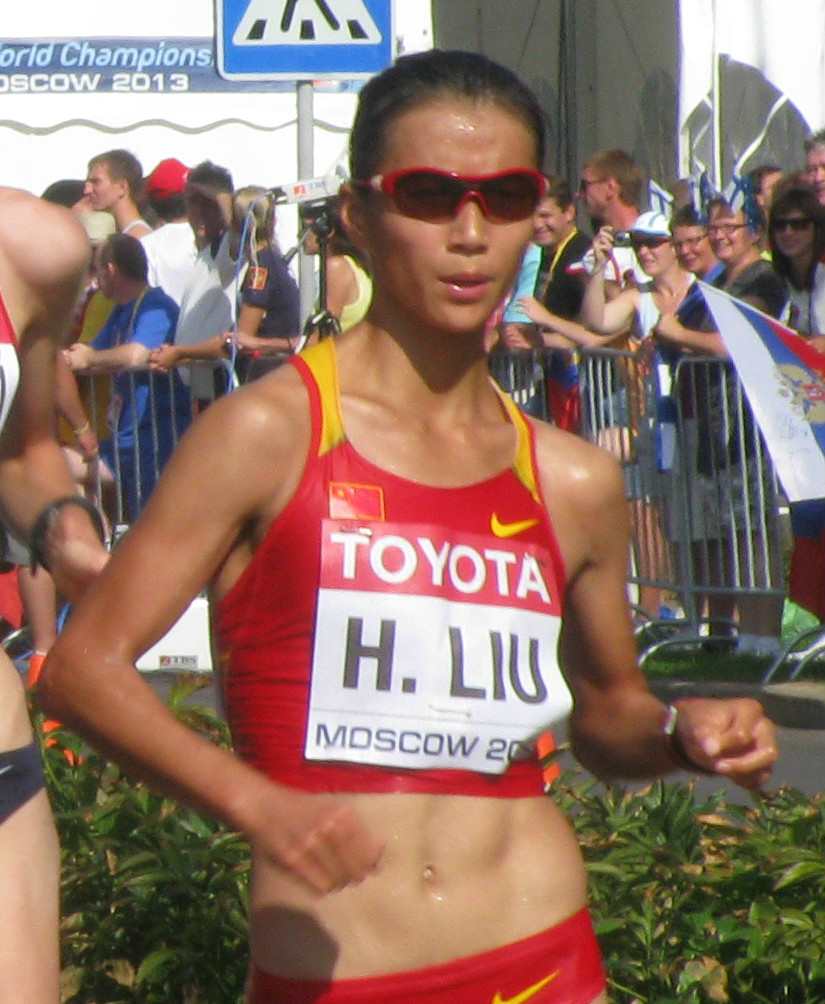
Olympiasiegerin im 20-km-Gehen Liu Hong

| Platz | Athlet            | Land | Zeit (h)    |
| ----- | ----------------- | ---- | ----------- |
| 1     | Wang Zhen         | CHN  | 1:19:14000  |
| 2     | Cai Zelin         | CHN  | 1:19:26 SB0 |
| 3     | Dane Bird-Smith   | AUS  | 1:19:37 PB0 |
| 4     | Caio Bonfim       | BRA  | 1:19:42 NR  |
| 5     | Christopher Linke | GER  | 1:20:00000  |
| 6     | Tom Bosworth      | GBR  | 1:20:13 NR  |
| 7     | Daisuke Matsunaga | JPN  | 1:20:22000  |
| 8     | Matteo Giupponi   | ITA  | 1:20:27 PB0 |

12. August 2016

### 50 km Gehen

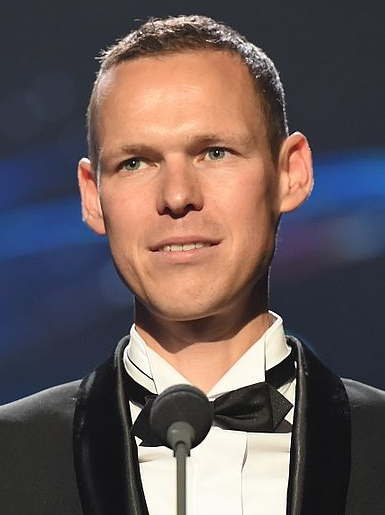
Matej Tóth siegte im 50-km-Gehen

| Platz | Athlet           | Land | Zeit (h)   |
| ----- | ---------------- | ---- | ---------- |
| 1     | Matej Tóth       | SVK  | 3:40:58000 |
| 2     | Jared Tallent    | AUS  | 3:41:16000 |
| 3     | Hirooki Arai     | JPN  | 3:41:24000 |
| 4     | Evan Dunfee      | CAN  | 3:41:38 NR |
| 5     | Wei Yu           | CHN  | 3:43:00000 |
| 6     | Robert Heffernan | IRL  | 3:43:55000 |
| 7     | Håvard Haukenes  | NOR  | 3:46:33000 |
| 8     | Yohann Diniz     | FRA  | 3:46:43000 |

19. August 2016

### Hochsprung

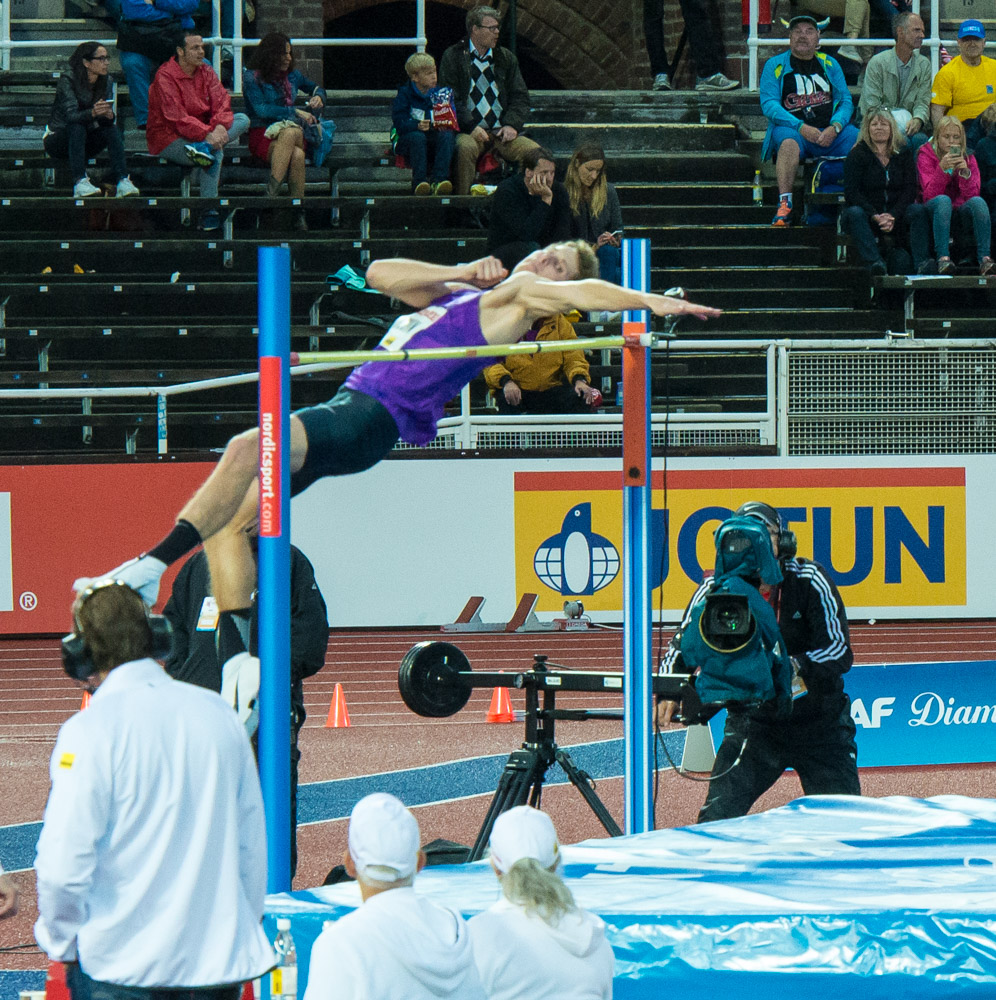
Hochsprungolympiasieger Derek Drouin

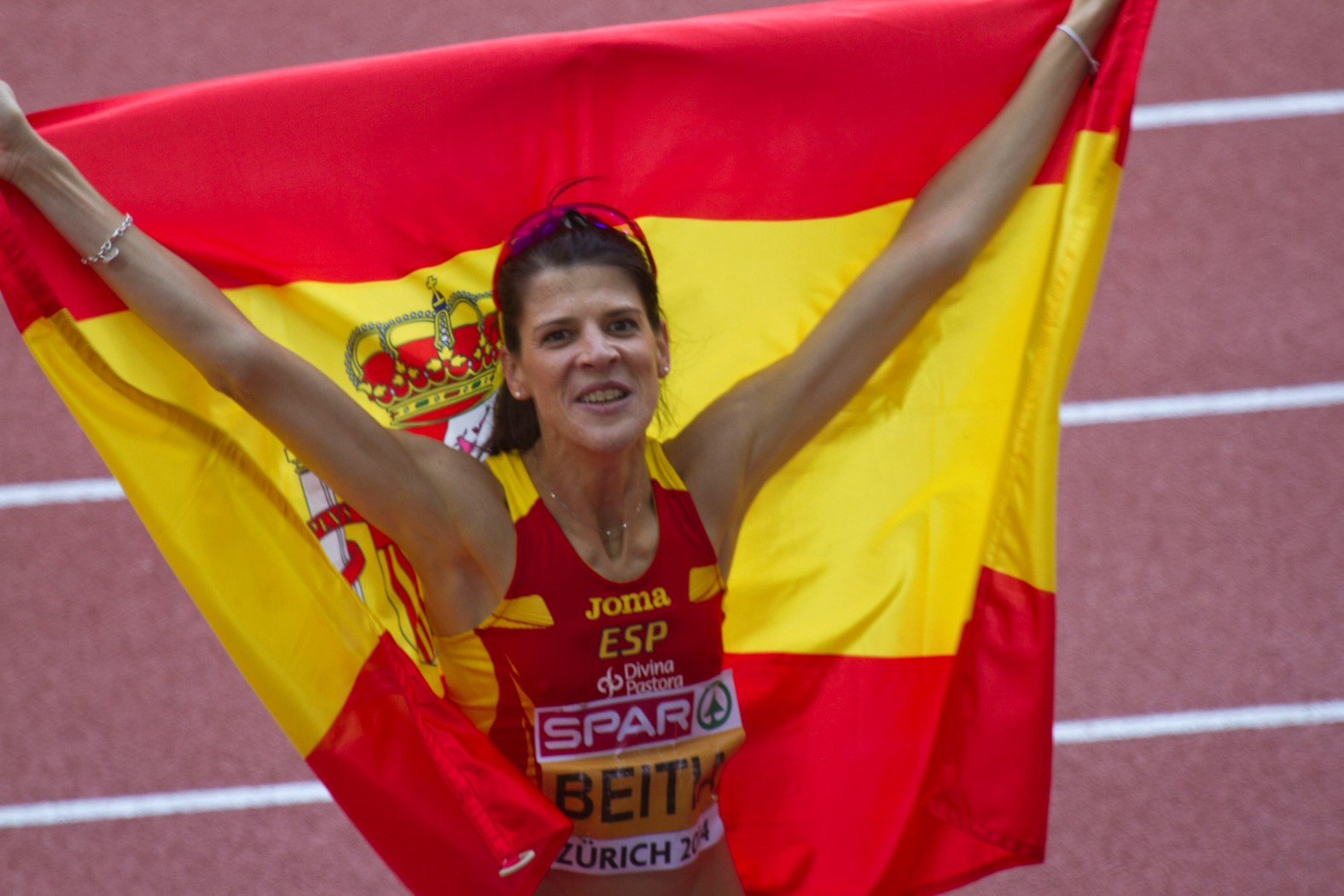
Nach ihren beiden EM-Titeln 2014 und 2016 errang Ruth Beitia nun Olympiagold

| Platz | Athlet             | Land | Höhe (m) |
| ----- | ------------------ | ---- | -------- |
| 1     | Derek Drouin       | CAN  | 2,38     |
| 2     | Mutaz Essa Barshim | QAT  | 2,36     |
| 3     | Bohdan Bondarenko  | UKR  | 2,33     |
| 4     | Robert Grabarz     | GBR  | 2,33     |
| 4     | Andrij Prozenko    | UKR  | 2,33     |
| 6     | Erik Kynard        | USA  | 2,33     |
| 7     | Majd Eddin Ghazal  | SYR  | 2,29     |
| 7     | Kyriakos Ioannou   | CYP  | 2,29     |
| 7     | Donald Thomas      | GBR  | 2,29     |

Finale: 16. August 2016

### Stabhochsprung

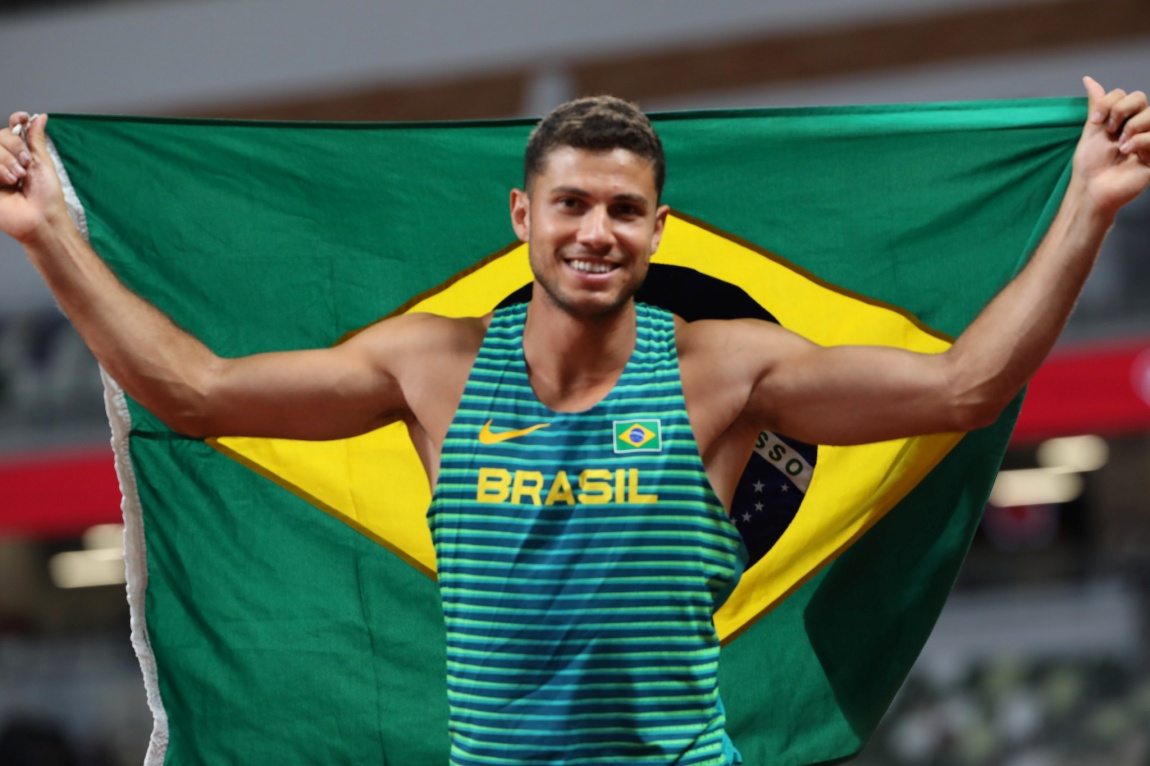
Ein Heimsieg für Thiago Braz

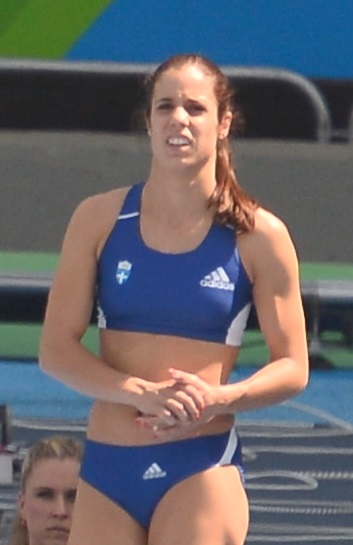
Olympiasieg für die Ekaterini Stefanidi

| Platz | Athlet                  | Land | Höhe (m) |
| ----- | ----------------------- | ---- | -------- |
| 1     | Thiago Braz             | BRA  | 6,03 OR  |
| 2     | Renaud Lavillenie       | FRA  | 5,98000  |
| 3     | Sam Kendricks           | USA  | 5,85000  |
| 4     | Jan Kudlička            | CZE  | 5,75000  |
| 4     | Piotr Lisek             | POL  | 5,75000  |
| 6     | Xue Changrui            | CHN  | 5,65000  |
| 7     | Michal Balner           | CZE  | 5,50000  |
| 7     | Konstandinos Filippidis | GRE  | 5,50000  |
| 7     | Daichi Sawano           | JPN  | 5,50000  |

Finale: 15. August 2016

### Weitsprung

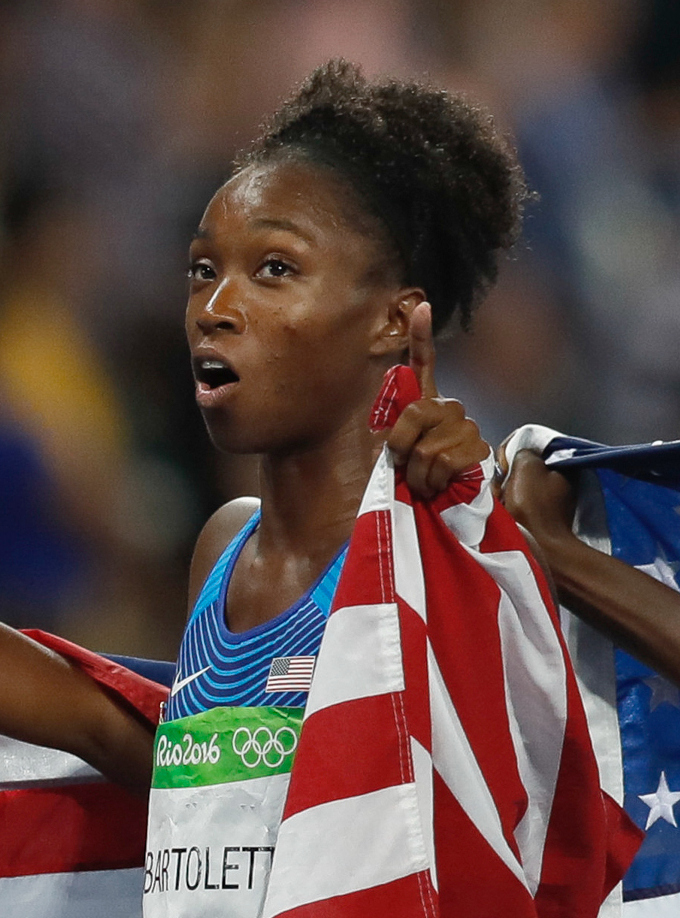
Tianna Bartoletta setzte sich in einem spannenden Wettkampf schließlich durch und wurde Olympiasiegerin

| Platz | Athlet          | Land | Weite (m) |
| ----- | --------------- | ---- | --------- |
| 1     | Jeff Henderson  | USA  | 8,38 SB   |
| 2     | Luvo Manyonga   | RSA  | 8,37 PB   |
| 3     | Greg Rutherford | GBR  | 8,29000   |
| 4     | Jarrion Lawson  | USA  | 8,25000   |
| 5     | Wang Jianan     | CHN  | 8,17000   |
| 6     | Emiliano Lasa   | URU  | 8,10000   |
| 7     | Henry Frayne    | AUS  | 8,06000   |
| 8     | Kafétien Gomis  | FRA  | 8,05000   |

Finale: 13. August 2016

### Dreisprung

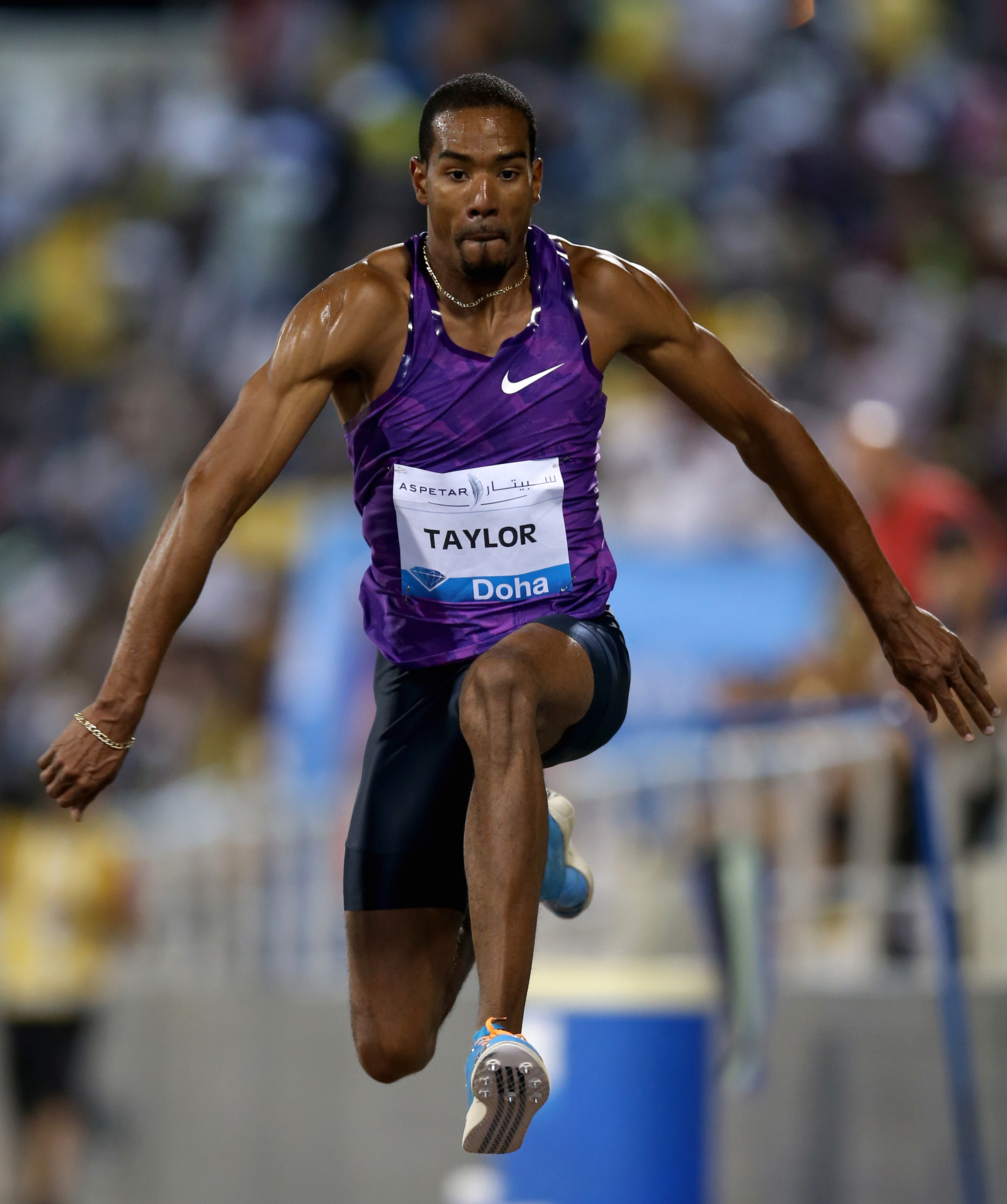
Christian Taylor wurde im Dreisprung seiner Favoritenrolle gerecht

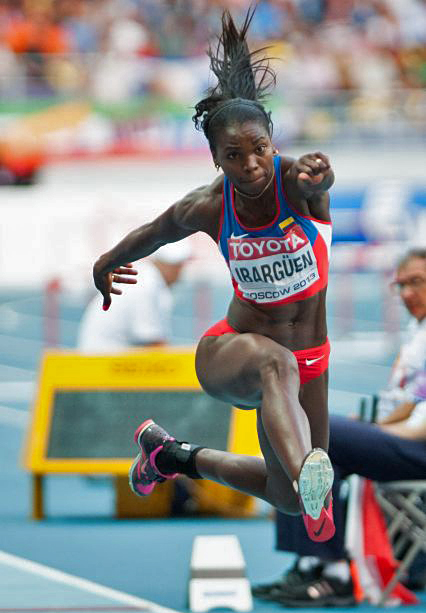
Caterine Ibargüen gewann Gold im Dreisprung

| Platz | Athlet           | Land | Weite (m) |
| ----- | ---------------- | ---- | --------- |
| 1     | Christian Taylor | USA  | 17,86 SB0 |
| 2     | Will Claye       | USA  | 17,76 PB0 |
| 3     | Dong Bin         | CHN  | 17,58 PB0 |
| 4     | Cao Shuo         | CHN  | 17,13 SB0 |
| 5     | John Murillo     | COL  | 17,09 NR  |
| 6     | Nelson Évora     | POR  | 17,03 SB0 |
| 7     | Troy Doris       | GUY  | 16,90000  |
| 8     | Lázaro Martínez  | CUB  | 16,68000  |

Finale: 16. August 2016

### Kugelstoßen

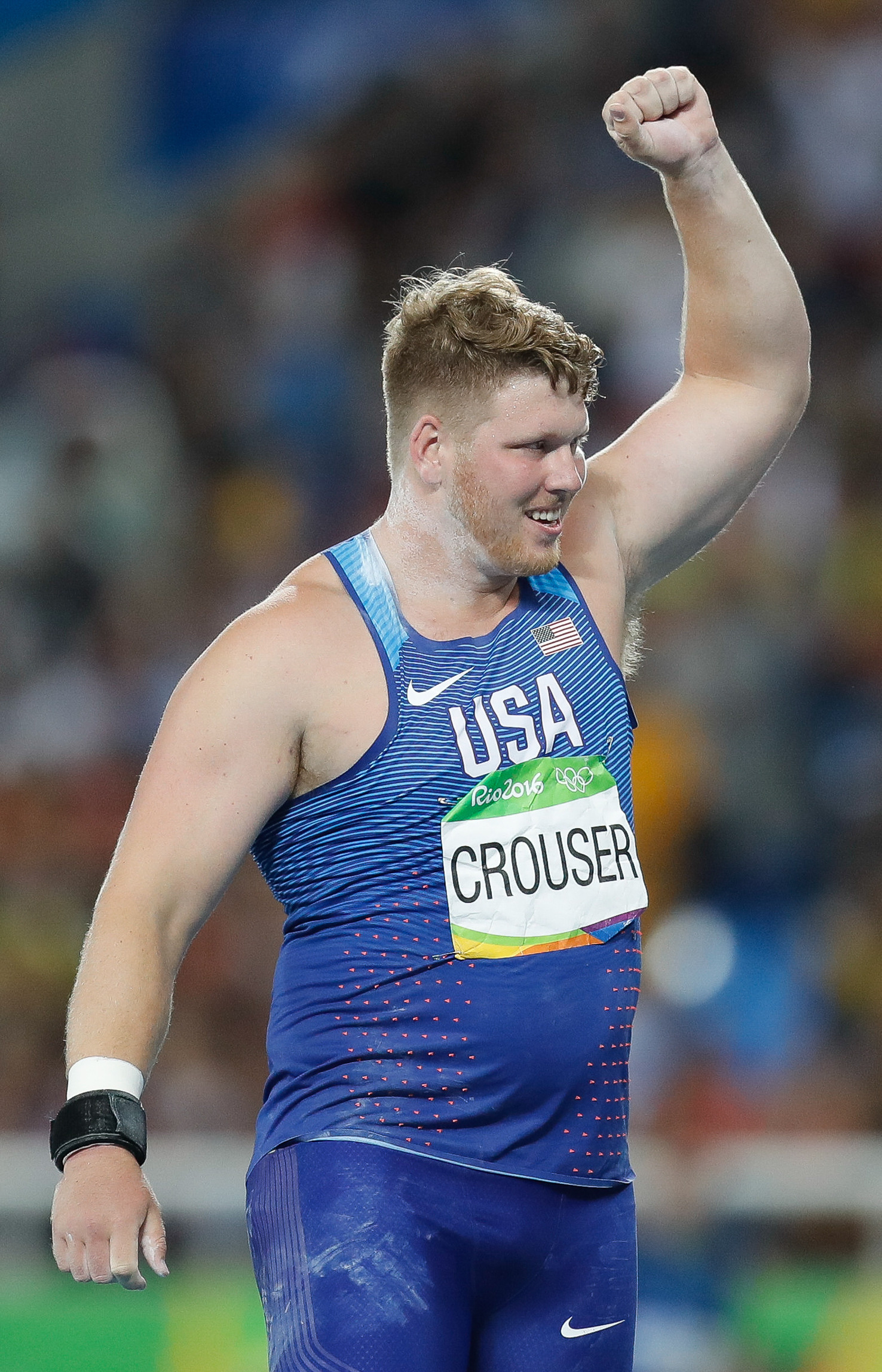
Etwas überraschend gewann Ryan Crouser die Goldmedaille

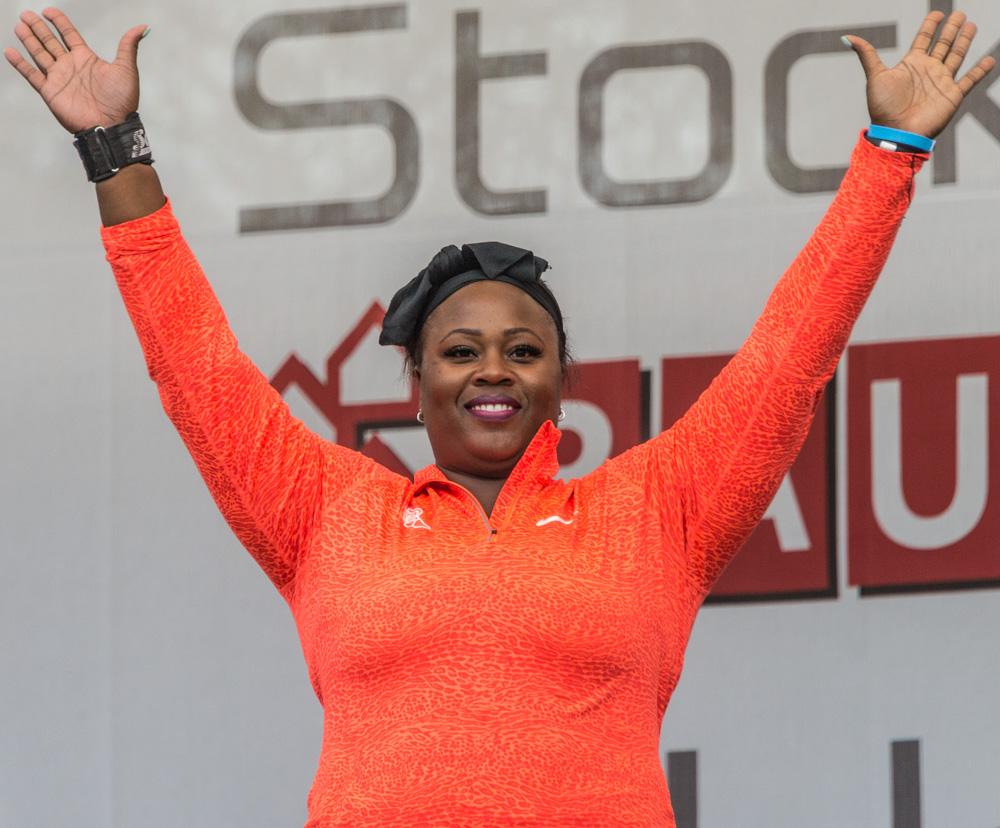
Überraschende Olympiasiegerin: Michelle Carter

| Platz | Athlet           | Land | Weite (m) |
| ----- | ---------------- | ---- | --------- |
| 1     | Ryan Crouser     | USA  | 22,52 OR  |
| 2     | Joe Kovacs       | USA  | 21,78000  |
| 3     | Tomas Walsh      | NZL  | 21,36000  |
| 4     | Franck Elemba    | CGO  | 21,20 NR  |
| 5     | Darlan Romani    | BRA  | 21,02 NR  |
| 6     | Tomasz Majewski  | POL  | 20,72000  |
| 7     | David Storl      | GER  | 20,64000  |
| 8     | O’Dayne Richards | JAM  | 20,64000  |

Finale: 18. August 2016

### Diskuswurf

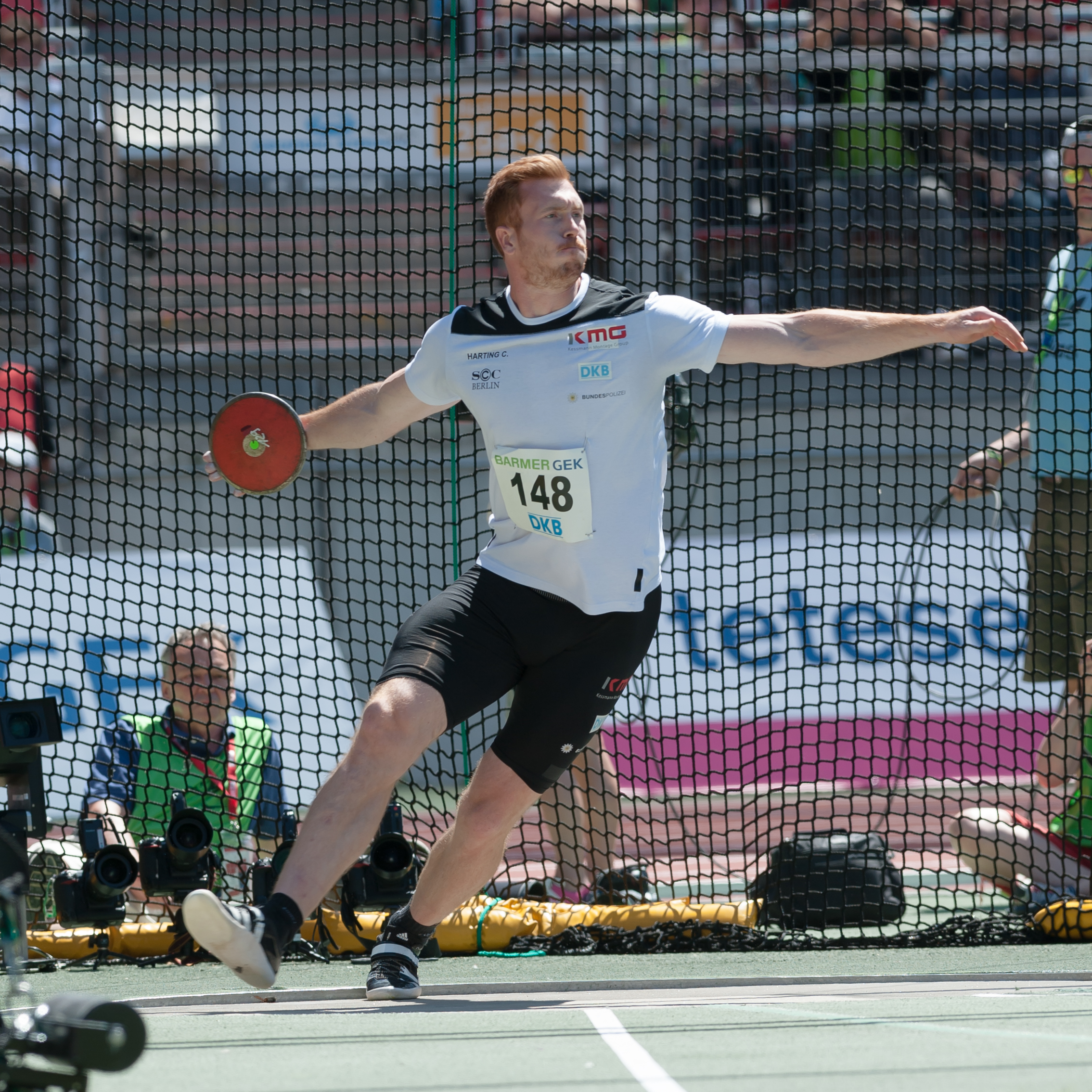
Christoph Harting – Nachfolger seines Bruders Robert als Olympiasieger im Diskuswurf

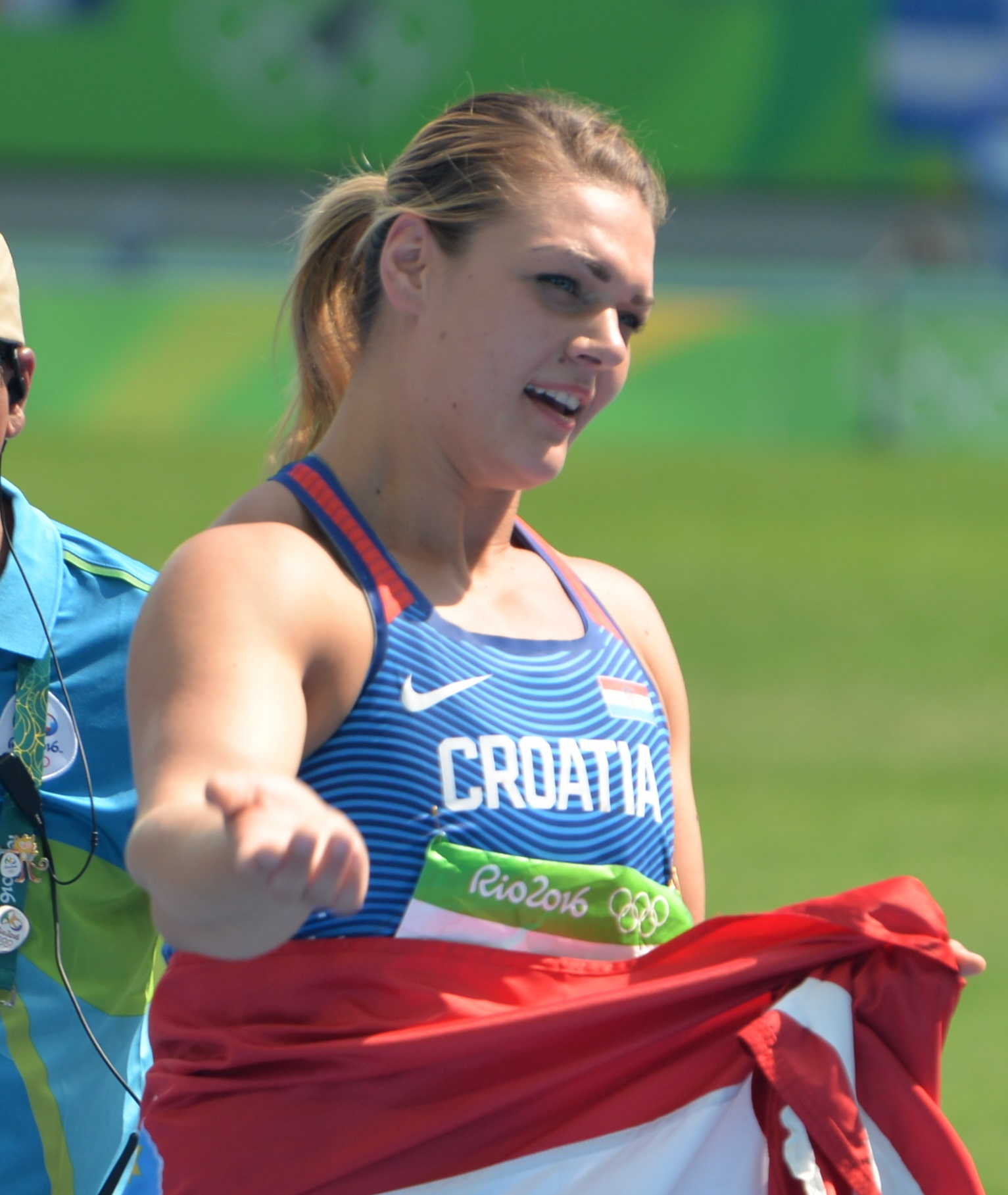
Erneuter Triumph für Sandra Perković

| Platz | Athlet              | Land | Weite (m) |
| ----- | ------------------- | ---- | --------- |
| 1     | Christoph Harting   | GER  | 68,37 PB  |
| 2     | Piotr Małachowski   | POL  | 67,55000  |
| 3     | Daniel Jasinski     | GER  | 67,05000  |
| 4     | Martin Kupper       | EST  | 66,58000  |
| 5     | Gerd Kanter         | EST  | 65,10000  |
| 6     | Lukas Weißhaidinger | AUT  | 64,95000  |
| 7     | Zoltán Kővágó       | HUN  | 64,50000  |
| 8     | Apostolos Parellis  | CYP  | 63,72000  |

Finale: 13. August 2016

### Hammerwurf

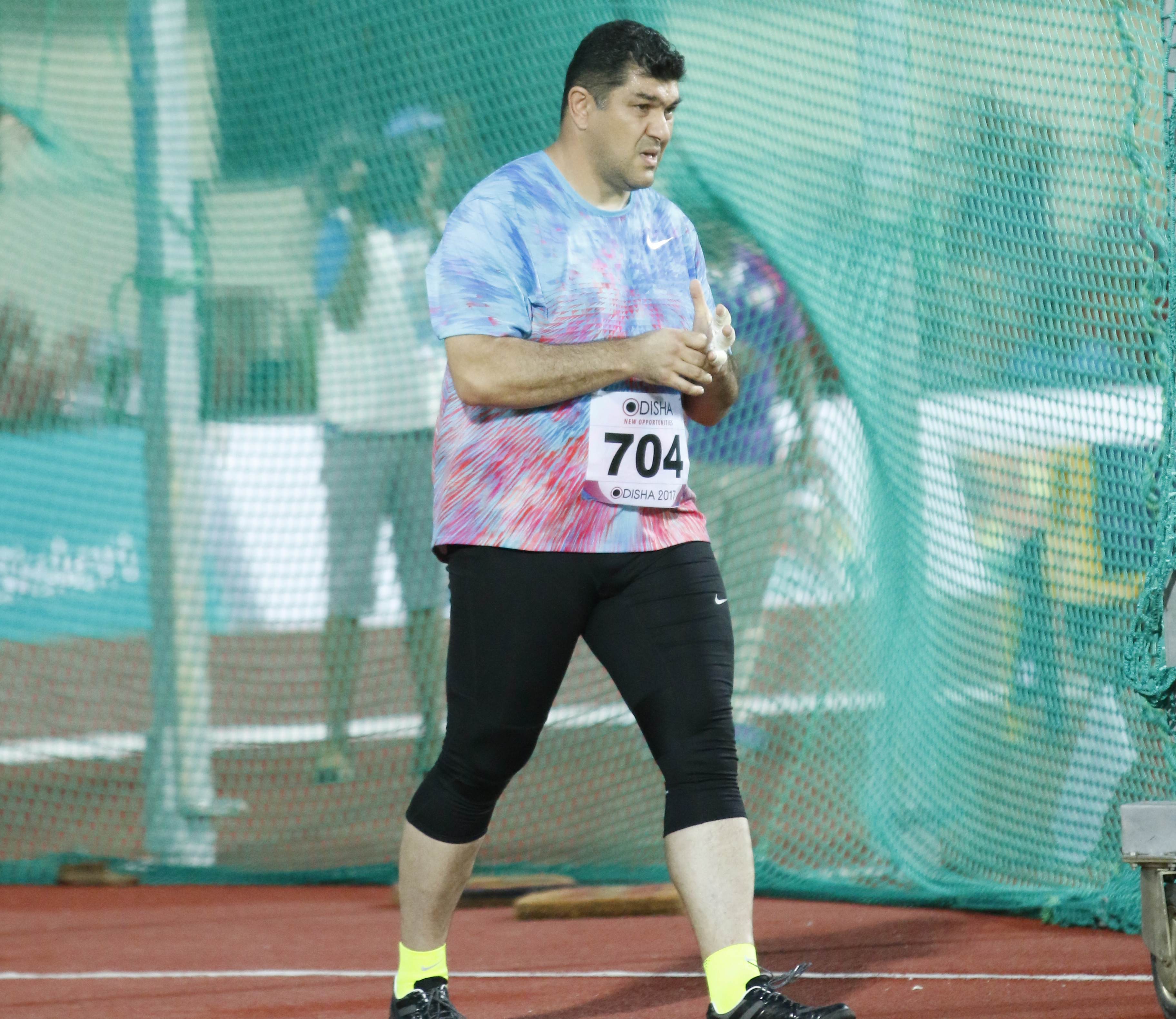
Olympiasieger wurde Dilschod Nasarow

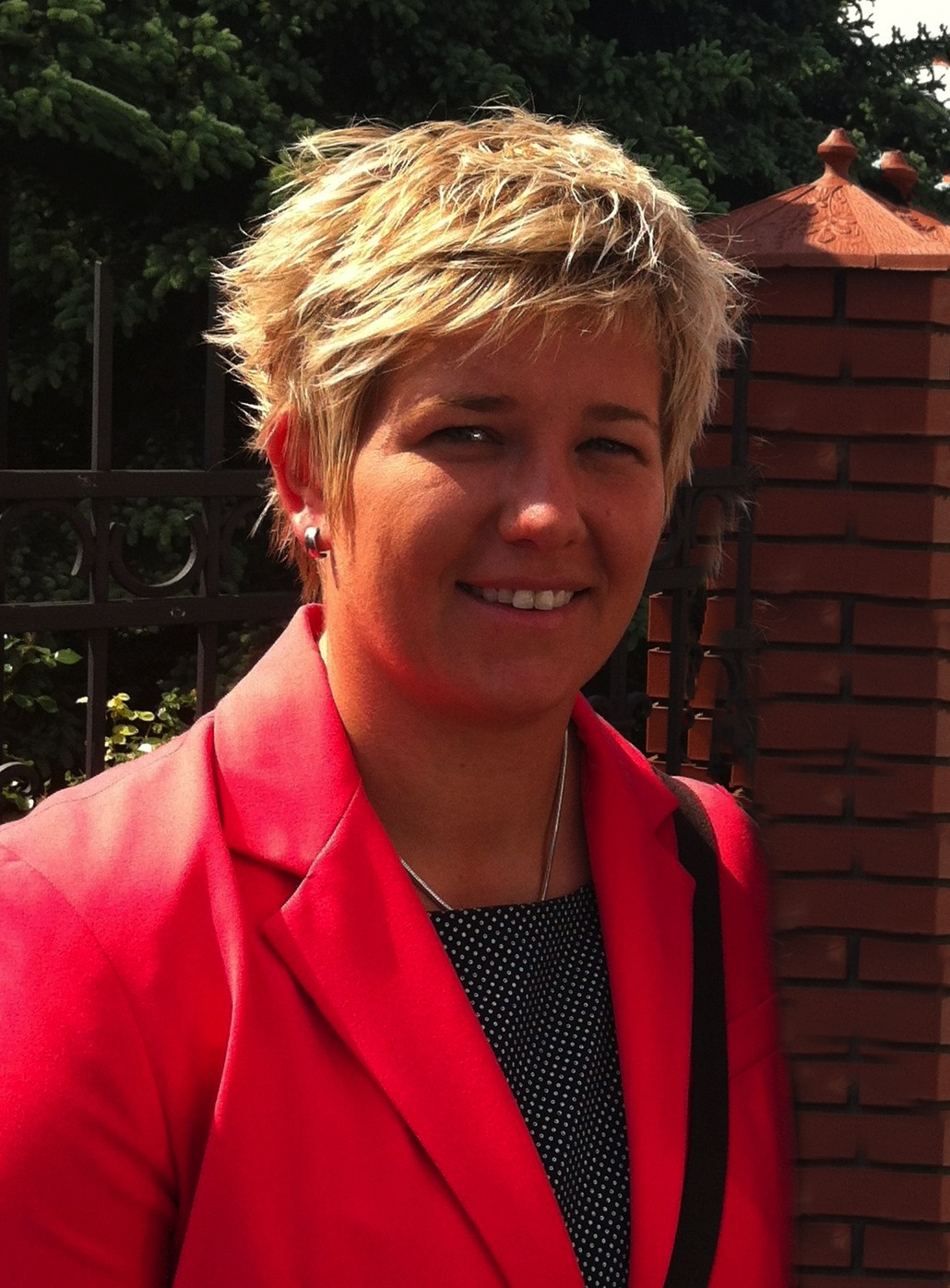
AnitaWlodarczyk – zum zweiten Mal in Folge Goldmedaillengewinnerin im Hammerwurf

| Platz | Athlet                | Land | Weite (m) |
| ----- | --------------------- | ---- | --------- |
| 1     | Dilschod Nasarow      | TJK  | 78,68     |
| 2     | Iwan Zichan           | BLR  | 77,79     |
| 3     | Wojciech Nowicki      | POL  | 77,73     |
| 4     | Diego del Real        | MEX  | 76,05     |
| 5     | Marcel Lomnický       | SVK  | 75,97     |
| 6     | Ashraf Amgad el-Seify | QAT  | 75,46     |
| 7     | Krisztián Pars        | HUN  | 75,28     |
| 8     | David Söderberg       | FIN  | 74,61     |

Finale: 19. August 2016

### Speerwurf

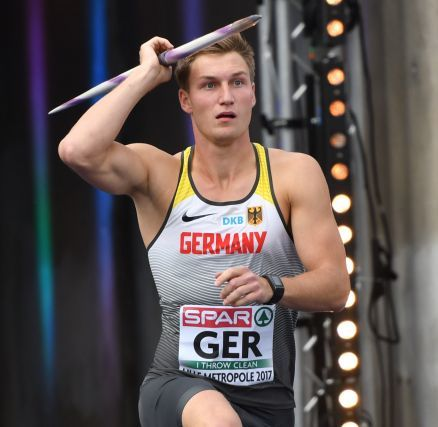
Thomas Röhler entschied den Speerwurf für sich

| Platz | Athlet            | Land | Weite (m) |
| ----- | ----------------- | ---- | --------- |
| 1     | Thomas Röhler     | GER  | 90,30000  |
| 2     | Julius Yego       | KEN  | 88,24 SB  |
| 3     | Keshorn Walcott   | TTO  | 85,38000  |
| 4     | Johannes Vetter   | GER  | 85,32000  |
| 5     | Dmytro Kossynskyj | UKR  | 83,95 PB  |
| 6     | Antti Ruuskanen   | FIN  | 83,05000  |
| 7     | Vítězslav Veselý  | CZE  | 82,51000  |
| 8     | Jakub Vadlejch    | CZE  | 82,42000  |

Finale: 20. August 2016

### Zehnkampf

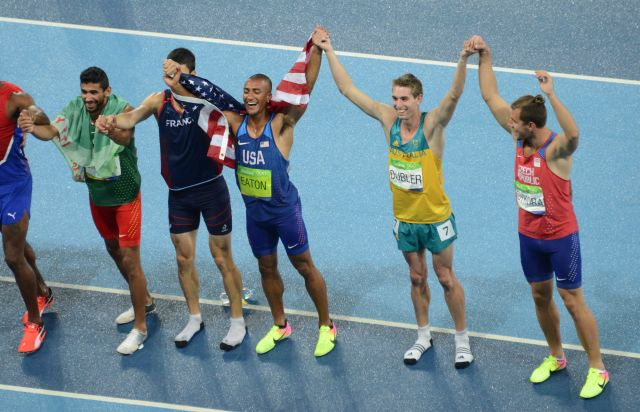
Die Zehnkämpfer nach ihrem Wettkampf

| Platz | Athlet                  | Land | Punkte       |
| ----- | ----------------------- | ---- | ------------ |
| 1     | Ashton Eaton            | USA  | 8893 ORe/WL  |
| 2     | Kevin Mayer             | FRA  | 8834 NR00000 |
| 3     | Damian Warner           | CAN  | 8666 SB00000 |
| 4     | Kai Kazmirek            | GER  | 8580 PB00000 |
| 5     | Larbi Bourrada          | ALG  | 8521 AF00000 |
| 6     | Leonel Suárez           | CUB  | 8460 SB00000 |
| 7     | Zach Ziemek             | USA  | 83920000000  |
| 8     | Thomas Van der Plaetsen | BEL  | 8332 PB00000 |

Finale: 17./18. August 2016

## Resultate Frauen

### 100 m
| Platz | Athletin                | Land | Zeit (s) |
| ----- | ----------------------- | ---- | -------- |
| 1     | Elaine Thompson         | JAM  | 10,71000 |
| 2     | Tori Bowie              | USA  | 10,83000 |
| 3     | Shelly-Ann Fraser-Pryce | JAM  | 10,86 SB |
| 4     | Marie Josée Ta Lou      | CIV  | 10,86 PB |
| 5     | Dafne Schippers         | NED  | 10,90000 |
| 6     | Michelle-Lee Ahye       | TTO  | 10,92000 |
| 7     | English Gardner         | USA  | 10,94000 |
| 8     | Christania Williams     | JAM  | 11,80000 |

Finale: 13. August 2016
Wind: +0,5 m/s

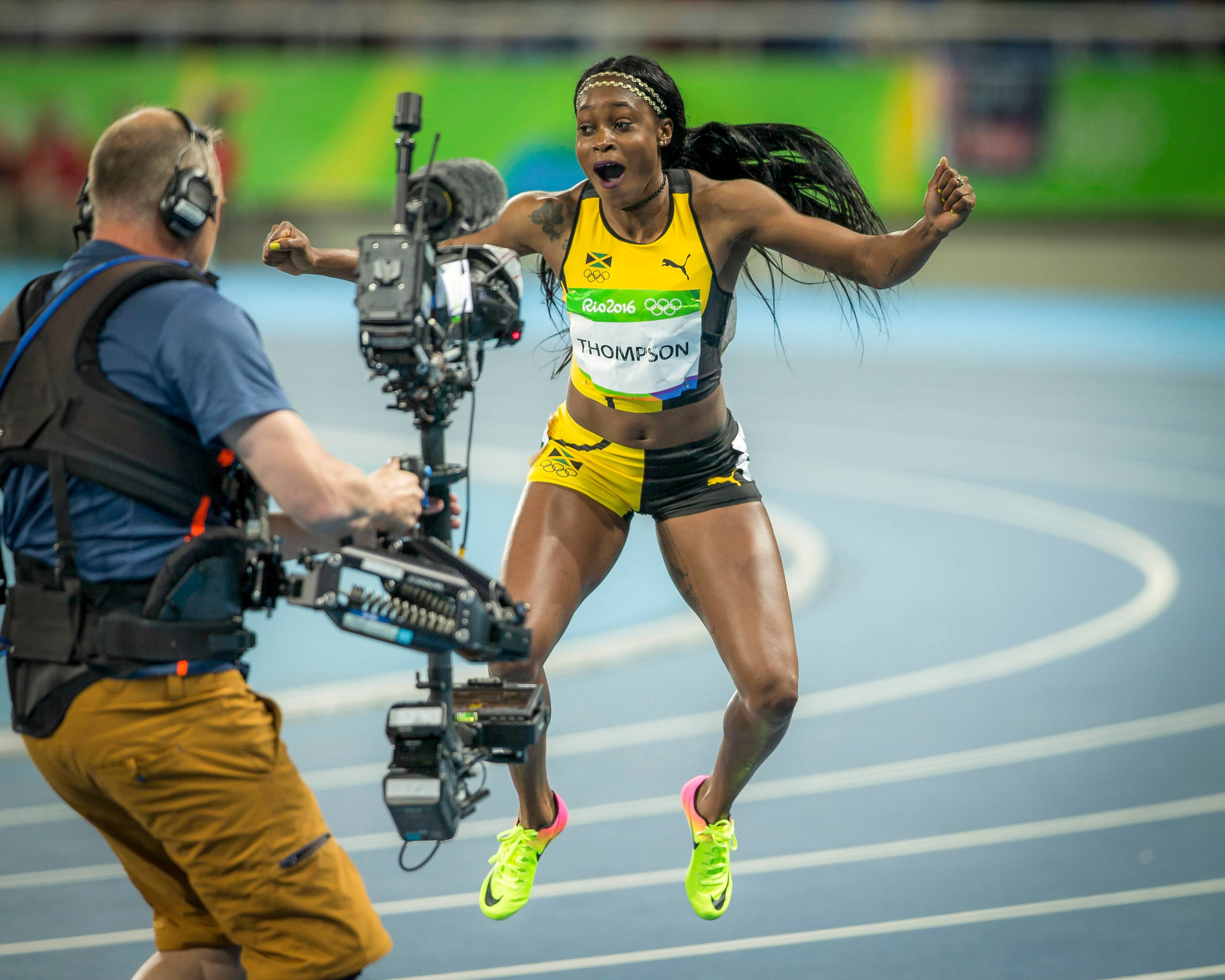
Sprintdoppelolympiasiegerin dieser Spiele Elaine Thompson

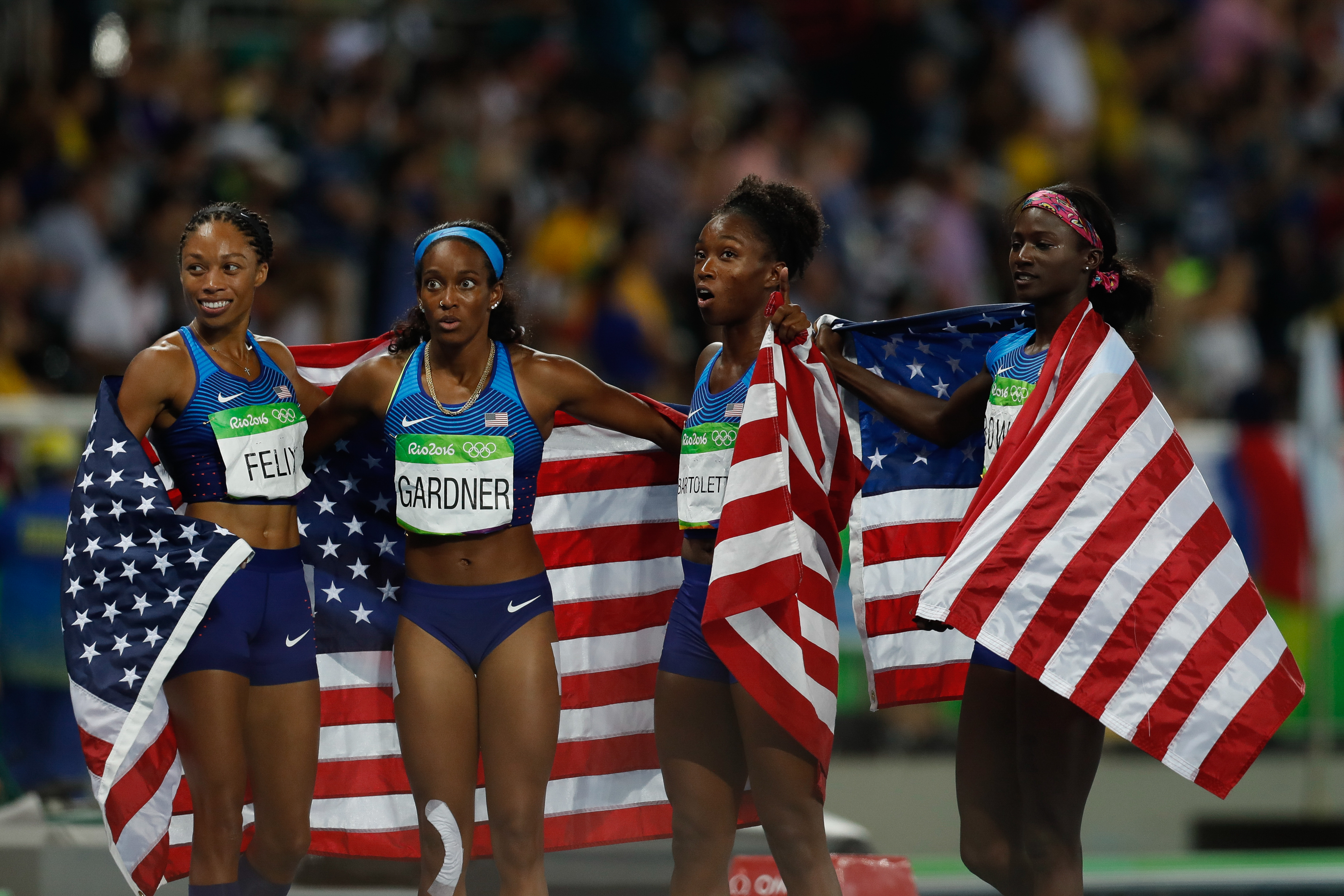
Die siegreiche US-Staffel:
(v. l. n. r.) Allyson Felix, English Gardner, Tianna Bartoletta, Tori Bowie

In diesem Wettbewerb kam es zu einem nachträglich ermittelten Dopingfall:

Die im Halbfinale ausgeschiedene Ukrainerin Olessja Powch wurde im März 2019 disqualifiziert, nachdem bei Nachtests ihrer Dopingproben von den Spielen 2016 das Sexualhormon Testosteron nachgewiesen worden war. Von der Disqualifikation betroffen war auch das Resultat der ukrainischen 4-mal-100-Meter-Staffel, die zuvor auf den sechsten Platz gekommen war.

### 200 m
| Platz | Athletin           | Land | Zeit (s)  |
| ----- | ------------------ | ---- | --------- |
| 1     | Elaine Thompson    | JAM  | 21,78 SB0 |
| 2     | Dafne Schippers    | NED  | 21,88 SB0 |
| 3     | Tori Bowie         | USA  | 22,15000  |
| 4     | Marie-Josée Ta Lou | CIV  | 22,21 NR  |
| 5     | Dina Asher-Smith   | GBR  | 22,31 SB0 |
| 6     | Michelle-Lee Ahye  | TTO  | 22,34000  |
| 7     | Deajah Stevens     | USA  | 22,65000  |
| 8     | Iwet Lalowa-Collio | BUL  | 22,69000  |

Finale: 17. August 2016
Wind: −0,1 m/s

### 400 m
| Platz | Athletin                | Land | Zeit (s) |
| ----- | ----------------------- | ---- | -------- |
| 1     | Shaunae Miller          | BAH  | 49,44 PB |
| 2     | Allyson Felix           | USA  | 49,51 SB |
| 3     | Shericka Jackson        | JAM  | 49,85000 |
| 4     | Natasha Hastings        | USA  | 50,34000 |
| 5     | Phyllis Francis         | USA  | 50,41000 |
| 6     | Stephenie Ann McPherson | JAM  | 50,97000 |
| 7     | Libania Grenot          | ITA  | 51,25000 |
| DOP   | Olha Semljak            | UKR  | 51,24000 |

Finale: 15. August 2016
Dieser Wettbewerb war von vier nachträglich ermittelten Dopingfällen betroffen:
- Die zunächst siebtplatzierte Ukrainerin Olha Semljak wurde im März 2019 disqualifiziert, nachdem sich bei Nachtests ihrer Dopingproben von Rio herausgestellt hatte, dass die Athletin das Sexualhormon Testosteron eingesetzt hatte. Alle ihre seit dem 5. Juli 2016 erzielten Resultate wurden annulliert. Darüber hinaus wurde eine Wettkampfsperre von acht Jahren vom 5. Juli 2016 bis 4. Juli 2024 gegen sie ausgesprochen.[13] Disqualifiziert wurde auch die zunächst fünftplatzierte ukrainische 4-mal-400-Meter-Staffel, in der Olha Semljak als Schlussläuferin eingesetzt war.
- Ebenfalls bei Nachtests von Dopingproben der Ukrainerin Julija Olischewska, die hier die Vorrunde nicht überstanden hatte, fand sich das Dopingmittel Erythropoetin, bekannt unter dem Kürzel EPO. Das Resultat der Läuferin wurde annulliert, außerdem wurde sie vom 19. Juli 2016 bis 30. Dezember 2020 gesperrt.[14]
- Auch der hier im Vorlauf ausgeschiedenen Inderin Nirmala Sheoran wurden auf der Grundlage ihres Biologischen Passes und nachträglicher Analysen früherer Dopingproben Verstöße gegen die Antidopingbestimmungen nachgewiesen. Sie hatte verbotene Mittel eingesetzt, was ihr eine vierjährige Sperre einbrachte. Ihre von August 2016 bis November 2018 erzielten Resultate wurden ihr aberkannt. Davon betroffen war auch das Resultat der indischen 4-mal-400-Meter-Staffel, die in Rio im Vorlauf ausschied.[15] Nirmala Sheoran war dort als Startläuferin eingesetzt.
- Ein Dopingtest der Kasachin Anastassija Kudinowa, die im Vorlauf ausgeschieden war, vom 13. Juli 2016 war positiv. Dies hatte eine vierjährige Wettkampfsperre bis zum 16. August 2020 zur Folge sowie eine Aberkennung ihrer seit dem 13. Juli 2016 erzielten Resultate.[16]

### 800 m
| Platz | Athletin                 | Land | Zeit (min)  |
| ----- | ------------------------ | ---- | ----------- |
| 1     | Caster Semenya           | RSA  | 1:55,28 NR  |
| 2     | Francine Niyonsaba       | BDI  | 1:56,49000  |
| 3     | Margaret Nyairera Wambui | KEN  | 1:56,89 PB0 |
| 4     | Melissa Bishop           | CAN  | 1:57,02 NR  |
| 5     | Joanna Jóźwik            | POL  | 1:57,37 PB0 |
| 6     | Lynsey Sharp             | GBR  | 1:57,69 PB0 |
| 7     | Maryna Arsamassawa       | BLR  | 1:59,10000  |
| 8     | Kate Grace               | USA  | 1:59,57000  |

Finale: 20. August 2016

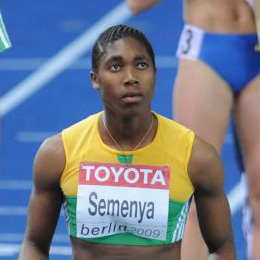
Caster Semenya wiederholte ihren Erfolg über 800 Meter von 2012

Der 800-Meter-Lauf der Frauen war von einem Dopingfall betroffen:

Die im Halbfinale ausgeschiedene Ukrainerin Natalija Lupu wurde bei einer nachträglichen Analyse von Dopingproben im Mai 2017 positiv auf den Einsatz verbotener Mittel getestet, wodurch sie sich eine achtjährige Sperre einhandelte, denn sie war bereits bei einer Dopingkontrolle im Jahr 2014 positiv getestet worden. Somit war sie eine Mehrfachtäterin.

### 1500 m
| Platz | Athletin         | Land | Zeit (min) |
| ----- | ---------------- | ---- | ---------- |
| 1     | Faith Kipyegon   | KEN  | 4:08,92    |
| 2     | Genzebe Dibaba   | ETH  | 4:10,27    |
| 3     | Jennifer Simpson | USA  | 4:10,53    |
| 4     | Shannon Rowbury  | USA  | 4:11,05    |
| 5     | Sifan Hassan     | NED  | 4:11,23    |
| 6     | Meraf Bahta      | SWE  | 4:12,59    |
| 7     | Laura Muir       | GBR  | 4:12,88    |
| 8     | Dawit Seyaum     | ETH  | 4:13,14    |

Finale: 16. August 2016
Doping:
Betlhem Desalegn aus den Vereinigten Arabischen Emiraten verzichtete knapp drei Wochen vor diesen Spielen auf einen Start. Als Grund machte sie andauernde Knieprobleme geltend. Im November 2017 wurden dann alle ihre von 2014 bis 2016 erzielten Resultate wegen Irregularitäten in ihrem Biologischen Pass annulliert.

### 5000 m
| Platz | Athletin                  | Land | Zeit (min)   |
| ----- | ------------------------- | ---- | ------------ |
| 1     | Vivian Jepkemoi Cheruiyot | KEN  | 14:26,17 OR  |
| 2     | Hellen Obiri              | KEN  | 14:29,77 PB0 |
| 3     | Almaz Ayana               | ETH  | 14:33,59000  |
| 4     | Mercy Cherono             | KEN  | 14:42,89000  |
| 5     | Senbere Teferi            | ETH  | 14:43,75000  |
| 6     | Yasemin Can               | TUR  | 14:56,96000  |
| 7     | Karoline Bjerkeli Grøvdal | NOR  | 14:57,53 PB0 |
| 8     | Susan Kuijken             | NED  | 15:00,69 PB0 |

Finale: 19. August 2016

### 10.000 m
| Platz | Athletin                  | Land | Zeit (min)   |
| ----- | ------------------------- | ---- | ------------ |
| 1     | Almaz Ayana               | ETH  | 29:17,45 WR  |
| 2     | Vivian Jepkemoi Cheruiyot | KEN  | 29:32,53 NR  |
| 3     | Tirunesh Dibaba           | ETH  | 29:42,56 PB0 |
| 4     | Alice Aprot Nawowuna      | KEN  | 29:53,51 PB0 |
| 5     | Betsy Saina               | KEN  | 30:07,78 PB0 |
| 6     | Molly Huddle              | USA  | 30:13,17 AM  |
| 7     | Yasemin Can               | TUR  | 30:26,41 PB0 |
| 8     | Gelete Burka              | ETH  | 30:26,66 PB0 |

Finale: 12. August 2016

### Marathon

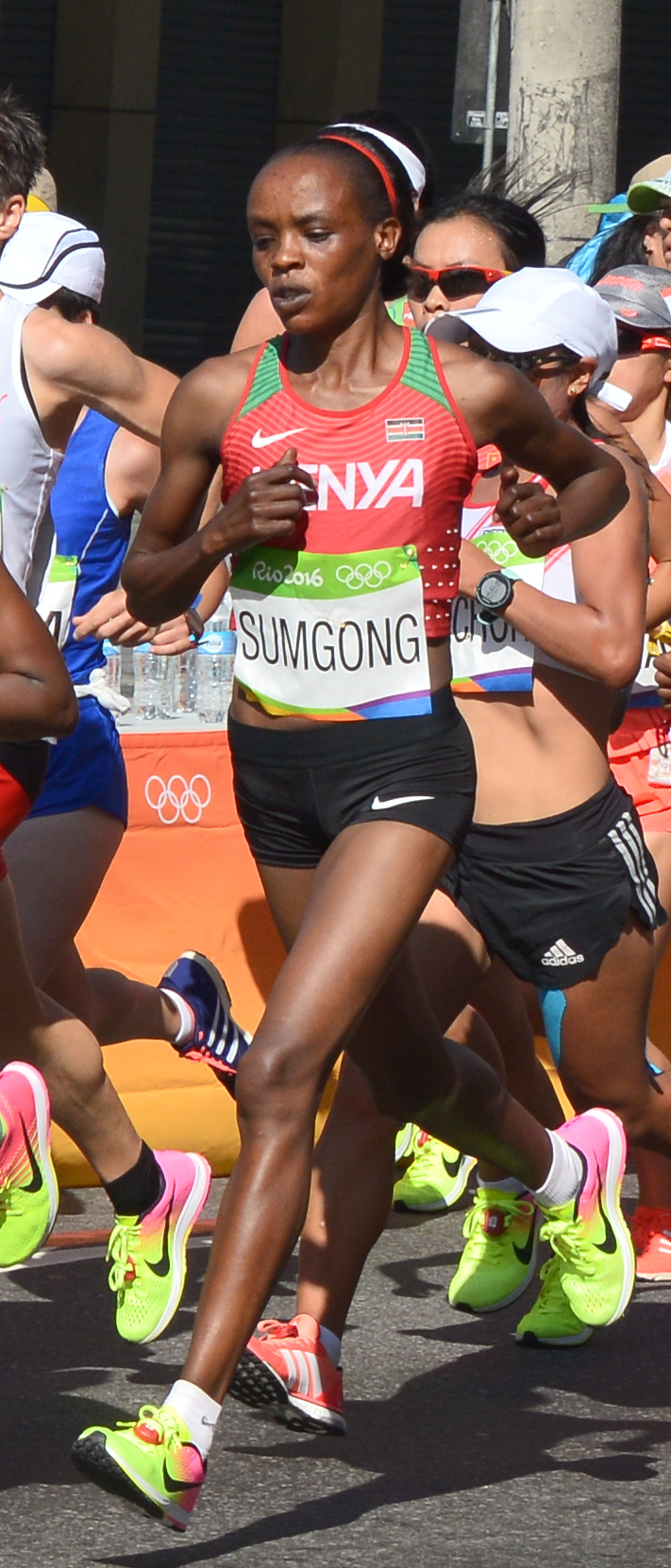
Jelagat Sumgong – Olympiasiegerin mit einer angesichts der hohen Temperaturen sehr ansprechenden Zeit

| Platz | Athletin               | Land | Zeit (h)   |
| ----- | ---------------------- | ---- | ---------- |
| 1     | Jemima Jelagat Sumgong | KEN  | 2:24:04000 |
| 2     | Eunice Jepkirui Kirwa  | BRN  | 2:24:13000 |
| 3     | Mare Dibaba            | ETH  | 2:24:30000 |
| 4     | Tirfi Tsegaye          | ETH  | 2:24:47000 |
| 5     | Wolha Masuronak        | BLR  | 2:24:48000 |
| 6     | Shalane Flanagan       | USA  | 2:25:26 SB |
| 7     | Desiree Linden         | USA  | 2:26:08 SB |
| 8     | Rose Chelimo           | BRN  | 2:27:36000 |

14. August 2016

### 100 m Hürden

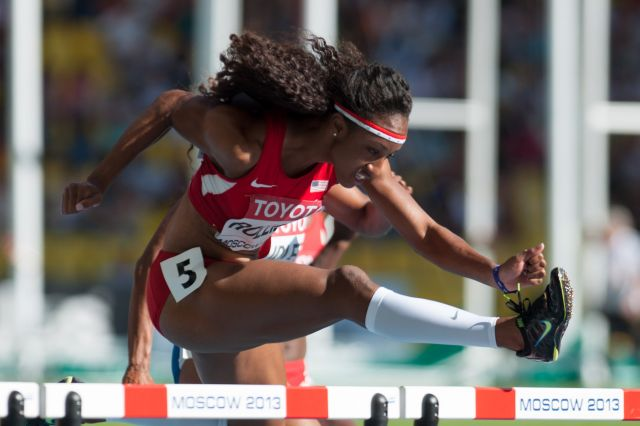
Goldmedaillengewinnerin Brianna Rollins

| Platz | Athletin        | Land | Zeit (s) |
| ----- | --------------- | ---- | -------- |
| 1     | Brianna Rollins | USA  | 12,48000 |
| 2     | Nia Ali         | USA  | 12,59 SB |
| 3     | Kristi Castlin  | USA  | 12,61000 |
| 4     | Cindy Ofili     | GBR  | 12,63 PB |
| 5     | Cindy Roleder   | GER  | 12,74000 |
| 6     | Pedrya Seymour  | BAH  | 12,76000 |
| 7     | Tiffany Porter  | GBR  | 12,76000 |
| 8     | Phylicia George | CAN  | 12,89000 |

Finale: 17. August 2016
Wind: ±0,0 m/s

### 400 m Hürden
| Platz | Athletin          | Land | Zeit (s)  |
| ----- | ----------------- | ---- | --------- |
| 1     | Dalilah Muhammad  | USA  | 53,13000  |
| 2     | Sara Petersen     | DEN  | 53,55 NR  |
| 3     | Ashley Spencer    | USA  | 53,72 PB0 |
| 4     | Zuzana Hejnová    | CZE  | 53,92 SB0 |
| 5     | Ristananna Tracey | JAM  | 54,15 PB0 |
| 6     | Leah Nugent       | JAM  | 54,45 PB0 |
| 7     | Janieve Russell   | JAM  | 54,56000  |
| 8     | Eilidh Child      | GBR  | 54,61000  |

Finale: 18. August 2016

### 3000 m Hindernis
| Platz | Athletin              | Land | Zeit (min)  |
| ----- | --------------------- | ---- | ----------- |
| 1     | Ruth Jebet            | BRN  | 8:59,75 AS  |
| 2     | Hyvin Kiyeng          | KEN  | 9:07,12000  |
| 3     | Emma Coburn           | USA  | 9:07,63 AM  |
| 4     | Beatrice Chepkoech    | KEN  | 9:16,05 PB0 |
| 5     | Sofia Assefa          | ETH  | 9:17,15 SB0 |
| 6     | Gesa Felicitas Krause | GER  | 9:18,41 DR  |
| 7     | Madeline Hills        | AUS  | 9:20,38 PB0 |
| 8     | Colleen Quigley       | USA  | 9:21,10 PB0 |

Finale: 15. August 2016

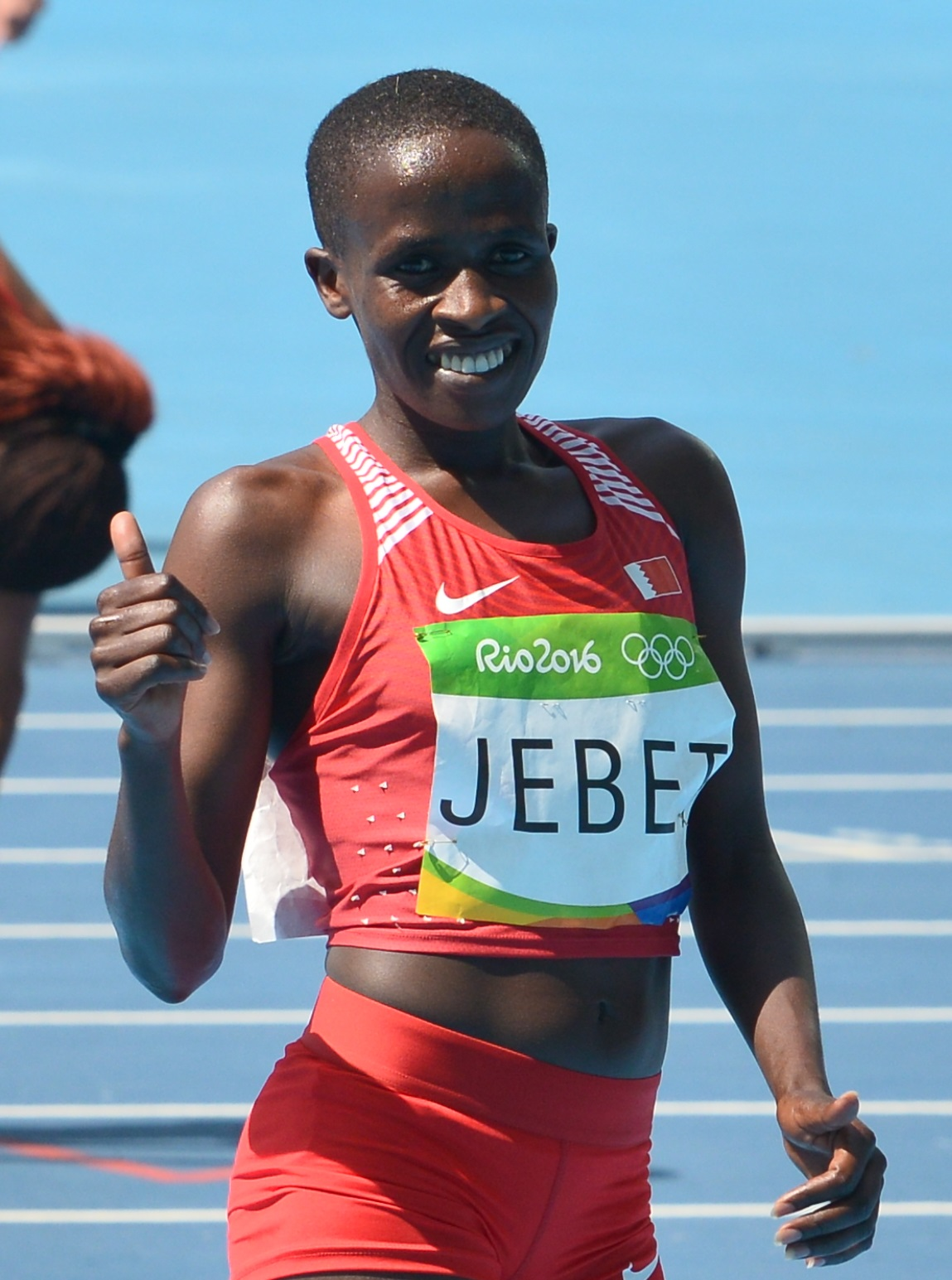
Ruth Jebet gewann das Hindernisrennen mit neuem Afrikarekord

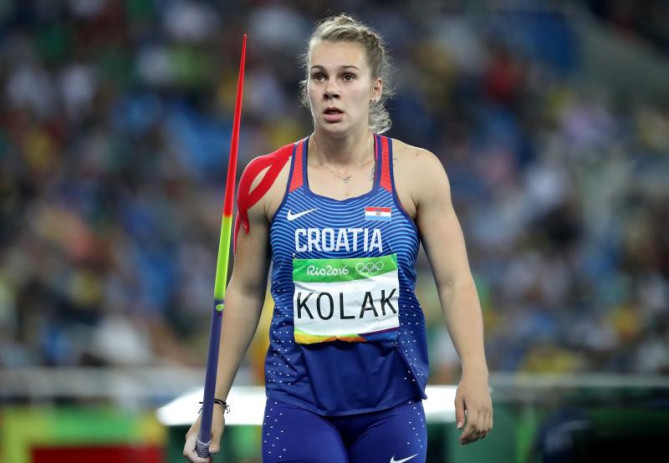
Sara Kolak – überraschende Olympiasiegerin im Speerwurf

In diesem Wettbewerb gab es einen Dopingfall. Die Bulgarien Silwija Danekowa wurde wenige Tage vor dem Wettbewerb nach einem positiven Dopingtest suspendiert. Die Blutproben ergaben den Einsatz von Erythropoetin, kurz EPO.

### 4 × 100 m Staffel
| Platz | Land                | Athletinnen | Zeit (s)  |
| ----- | ------------------- | --- | --------- |
| 1     | USA                 | Tianna Bartoletta Allyson Felix English Gardner Tori Bowie (Finale) im Vor-/Hoffnungslauf außerdem: Morolake Akinosun                                   | 41,01 SB0 |
| 2     | Jamaika             | Christania Williams (Finale) Elaine Thompson (Finale) Veronica Campbell-Brown Shelly-Ann Fraser-Pryce im Vorlauf außerdem: Simone Facey Sashalee Forbes | 41,36 SB0 |
| 3     | Großbritannien      | Asha Philip Desirèe Henry Dina Asher-Smith Daryll Neita                                                                                                 | 41,77 NR  |
| 4     | Deutschland         | Tatjana Pinto Lisa Mayer Gina Lückenkemper Rebekka Haase                                                                                                | 42,10000  |
| 5     | Trinidad und Tobago | Semoy Hackett Michelle-Lee Ahye Kelly-Ann Baptiste Khalifa St. Fort                                                                                     | 42,12 SB0 |
| 6     | Kanada              | Farah Jacques Crystal Emmanuel Phylicia George Khamica Bingham                                                                                          | 43,15000  |
| 7     | Nigeria             | Gloria Asumnu Blessing Okagbare Jennifer Madu Agnes Osazuwa                                                                                             | 43,21000  |
| DOP   | Ukraine             | Olessja Powch Natalija Pohrebnjak Marija Rjemjen Jelysaweta Bryshina                                                                                    | 42,36000  |

Finale: 19. August 2016
In diesem Wettbewerb kam es zu einem nachträglich ermittelten Dopingfall:

Der Ukrainerin Olessja Powch wurde im März 2019 bei Nachtests ihrer Dopingproben von den Spielen 2016 das Sexualhormon Testosteron nachgewiesen. Deshalb das Resultat der ukrainischen 4-mal-100-Meter-Staffel, die zuvor auf den sechsten Platz gekommen war, annulliert. Auch Olessja Powchs Ergebnis über 100 Meter – sie war dort im Halbfinale ausgeschieden – wurde gestrichen.

### 4 × 400 m Staffel
| Platz | Land           | Athletinnen | Zeit (min) |
| ----- | -------------- | --- | ---------- |
| 1     | USA            | Courtney Okolo Natasha Hastings (Finale) Phyllis Francis Allyson Felix (Finale) im Vorlauf außerdem: Taylor Ellis-Watson Francena McCorory                      | 3:19,06 SB |
| 2     | Jamaika        | Stephenie Ann McPherson (Finale) Anneisha McLaughlin-Whilby Shericka Jackson (Finale) Novlene Williams-Mills im Vorlauf außerdem: Christine Day Chrisann Gordon | 3:20,34000 |
| 3     | Großbritannien | Eilidh Doyle (Finale) Anyika Onuora Emily Diamond Christine Ohuruogu im Vorlauf außerdem: Kelly Massey                                                          | 3:25,88000 |
| 4     | Kanada         | Carline Muir Alicia Brown Noelle Montcalm Sage Watson | 3:26,43000 |
| 5     | Italien        | Maria Benedicta Chigbolu Maria Enrica Spacca Ayomide Folorunso Libania Grenot                                                                                   | 3:27,05000 |
| 6     | Polen          | Małgorzata Hołub Patrycja Wyciszkiewicz Iga Baumgart Justyna Święty                                                                                             | 3:27,28000 |
| 7     | Australien     | Jessica Thornton Anneliese Rubie Caitlin Sargent Morgan Mitchell                                                                                                | 3:27,45000 |
| DOP   | Ukraine        | Alina Lohwynenko Olha Bibik Tetjana Melnyk Olha Semljak | 3:26,64000 |

Finale: 20. August 2016
In diesem Wettbewerb wurden zwei Staffeln aufgrund von drei nachträglich ermittelten Dopingfällen disqualifiziert.
- In der Mannschaft der zunächst auf Platz fünf eingelaufenen Ukraine gab es zwei aufgrund von Verstößen gegen die Antidopingbestimmungen disqualifizierte Athletinnen:
  - Die im 400-Meter-Einzelrennen zunächst siebtplatzierte Olha Semljak wurde im März 2019 disqualifiziert, nachdem sich bei Nachtests ihrer Dopingproben von Rio herausgestellt hatte, dass sie das Sexualhormon Testosteron eingesetzt hatte. Alle ihre seit dem 5. Juli 2016 erzielten Resultate wurden annulliert. Darüber hinaus wurde eine Wettkampfsperre von acht Jahren vom 5. Juli 2016 bis 4. Juli 2024 gegen sie ausgesprochen.[13]
  - Ebenfalls bei Nachtests von Dopingproben der Läuferin Julija Olischewska, die hier im 400-Meter-Einzellauf die Vorrunde nicht überstanden hatte, fand sich das Dopingmittel Erythropoetin, bekannt unter dem Kürzel EPO. Ihr Resultat wurde annulliert, außerdem wurde sie vom 19. Juli 2016 bis 30. Dezember 2020 gesperrt.[14]
- Gegen die Antidopingbestimmungen hatte auch eine Wettbewerberin des im Vorlauf ausgeschiedenen Teams aus Indien verstoßen:
- Der indischen Startläuferin Nirmala Sheoran, die im 400-Meter-Einzelrennen im Vorlauf ausgeschieden war, wurden auf der Grundlage ihres Biologischen Passes und nachträglicher Analysen früherer Dopingproben Verstöße gegen die Antidopingbestimmungen nachgewiesen. Sie hatte verbotene Mittel eingesetzt, was ihr eine vierjährige Sperre einbrachte. Ihre von August 2016 bis November 2018 erzielten Resultate wurden ihr aberkannt.[15]

### 20 km Gehen
| Platz | Athletin                 | Land | Zeit (h) |
| ----- | ------------------------ | ---- | -------- |
| 1     | Liu Hong                 | CHN  | 1:28:35  |
| 2     | María Guadalupe González | MEX  | 1:28:37  |
| 3     | Lü Xiuzhi                | CHN  | 1:28:42  |
| 4     | Antonella Palmisano      | ITA  | 1:29:03  |
| 5     | Qoijing Gyi              | CHN  | 1:29:04  |
| 6     | Ana Cabecinha            | POR  | 1:29:23  |
| 7     | Érica de Sena            | BRA  | 1:29:29  |
| 8     | Beatriz Pascual          | ESP  | 1:30:24  |

19. August 2016

### Hochsprung
| Platz | Athletin                   | Land | Höhe (m) |
| ----- | -------------------------- | ---- | -------- |
| 1     | Ruth Beitia                | ESP  | 1,97     |
| 2     | Mirela Demirewa            | BUL  | 1,97     |
| 3     | Blanka Vlašić              | CRO  | 1,97     |
| 4     | Chaunté Lowe               | USA  | 1,97     |
| 5     | Alessia Trost              | ITA  | 1,93     |
| 6     | Levern Spencer             | LCA  | 1,93     |
| 7     | Sofie Skoog                | SWE  | 1,93     |
| 7     | Marie-Laurence Jungfleisch | GER  | 1,93     |

Finale: 20. August 2016

### Stabhochsprung
| Platz | Athletin           | Land | Höhe (m) |
| ----- | ------------------ | ---- | -------- |
| 1     | Katerina Stefanidi | GRE  | 4,85000  |
| 2     | Sandi Morris       | USA  | 4,85000  |
| 3     | Eliza McCartney    | NZL  | 4,80 NR  |
| 4     | Alana Boyd         | AUS  | 4,80000  |
| 5     | Holly Bradshaw     | GBR  | 4,70000  |
| 6     | Nicole Büchler     | SUI  | 4,70000  |
| 7     | Yarisley Silva     | CUB  | 4,60000  |
| 7     | Jennifer Suhr      | USA  | 4,60000  |

Finale: 19. August 2016

### Weitsprung
| Platz | Athletin          | Land | Weite (m) |
| ----- | ----------------- | ---- | --------- |
| 1     | Tianna Bartoletta | USA  | 7,17 PB0  |
| 2     | Brittney Reese    | USA  | 7,15000   |
| 3     | Ivana Španović    | SRB  | 7,08 NR   |
| 4     | Malaika Mihambo   | GER  | 6,95 PB0  |
| 5     | Ese Brume         | NGR  | 6,81000   |
| 6     | Ksenija Balta     | EST  | 6,79 SB0  |
| 7     | Brooke Stratton   | AUS  | 6,74000   |
| 8     | Jazmin Sawyers    | GBR  | 6,69000   |

Finale: 14. August 2016

### Dreisprung
| Platz | Athletin                | Land | Weite (m) |
| ----- | ----------------------- | ---- | --------- |
| 1     | Caterine Ibargüen       | COL  | 15,17 WL  |
| 2     | Yulimar Rojas           | VEN  | 14,98000  |
| 3     | Olga Rypakowa           | KAZ  | 14,74 SB0 |
| 4     | Keturah Orji            | USA  | 14,71 NR  |
| 5     | Hanna Knjasjewa-Minenko | ISR  | 14,68 SB0 |
| 6     | Patrícia Mamona         | POR  | 14,65 NR  |
| 7     | Kimberly Williams       | JAM  | 14,53000  |
| 8     | Paraskevi Papachristou  | GRE  | 14,26000  |

Finale: 14. August 2016

### Kugelstoßen
| Platz | Athletin            | Land | Weite (m) |
| ----- | ------------------- | ---- | --------- |
| 1     | Michelle Carter     | USA  | 20,63 NR  |
| 2     | Valerie Adams       | NZL  | 20,42 SB0 |
| 3     | Anita Márton        | HUN  | 19,87 NR  |
| 4     | Gong Lijiao         | CHN  | 19,39000  |
| 5     | Raven Saunders      | USA  | 19,35 PB0 |
| 6     | Christina Schwanitz | GER  | 19,03000  |
| 7     | Cleopatra Borel     | TTO  | 18,37000  |
| 8     | Aljona Dubizkaja    | BLR  | 18,23000  |

Finale: 12. August 2016

### Diskuswurf
| Platz | Athletin             | Land | Weite (m) |
| ----- | -------------------- | ---- | --------- |
| 1     | Sandra Perković      | CRO  | 69,21000  |
| 2     | Mélina Robert-Michon | FRA  | 66,73 NR  |
| 3     | Denia Caballero      | CUB  | 65,34000  |
| 4     | Dani Samuels         | AUS  | 64,90000  |
| 5     | Su Xinyue            | CHN  | 64,37000  |
| 6     | Nadine Müller        | GER  | 63,13000  |
| 7     | Chen Yang            | CHN  | 63,11000  |
| 8     | Feng Bin             | CHN  | 63,06000  |

Finale: 16. August 2016

### Hammerwurf
| Platz | Athletin            | Land | Weite (m) |
| ----- | ------------------- | ---- | --------- |
| 1     | Anita Włodarczyk    | POL  | 82,29 WR  |
| 2     | Zhang Wenxiu        | CHN  | 76,75000  |
| 3     | Sophie Hitchon      | GBR  | 74,54 NR  |
| 4     | Betty Heidler       | GER  | 73,71000  |
| 5     | Zalina Marghieva    | MDA  | 73,50000  |
| 6     | Amber Campbell      | USA  | 72,74000  |
| 7     | Hanna Malyschtschyk | BLR  | 71,90000  |
| 8     | DeAnna Price        | USA  | 70,95000  |

Finale: 15. August 2016

### Speerwurf
| Platz | Athletin               | Land | Weite (m) |
| ----- | ---------------------- | ---- | --------- |
| 1     | Sara Kolak             | CRO  | 66,18 NR  |
| 2     | Sunette Viljoen        | RSA  | 64,92000  |
| 3     | Barbora Špotáková      | CZE  | 64,80000  |
| 4     | Maria Andrejczyk       | POL  | 64,78000  |
| 5     | Tazzjana Chaladowitsch | BLR  | 64,60000  |
| 6     | Kathryn Mitchell       | AUS  | 64,36000  |
| 7     | Lü Huihui              | CHN  | 64,04000  |
| 8     | Christina Obergföll    | GER  | 62,92000  |

Finale: 19. August 2016
In diesem Wettbewerb gab es einen Dopingfall.

Die in der Qualifikation ausgeschiedene Slowenin Martina Ratej wurde bei einem Nachtest positiv auf die verbotenen Substanz Clostebol getestet. Sie hatte zunächst Widerspruch eingelegt, ihren Einspruch jedoch zurückgezogen. Sie wurde mit einer zweijährigen Sperre beginnend mit dem 11. August 2021 belegt. Unter anderem ihr Resultat von diesen Spielen wurde annulliert.

### Siebenkampf

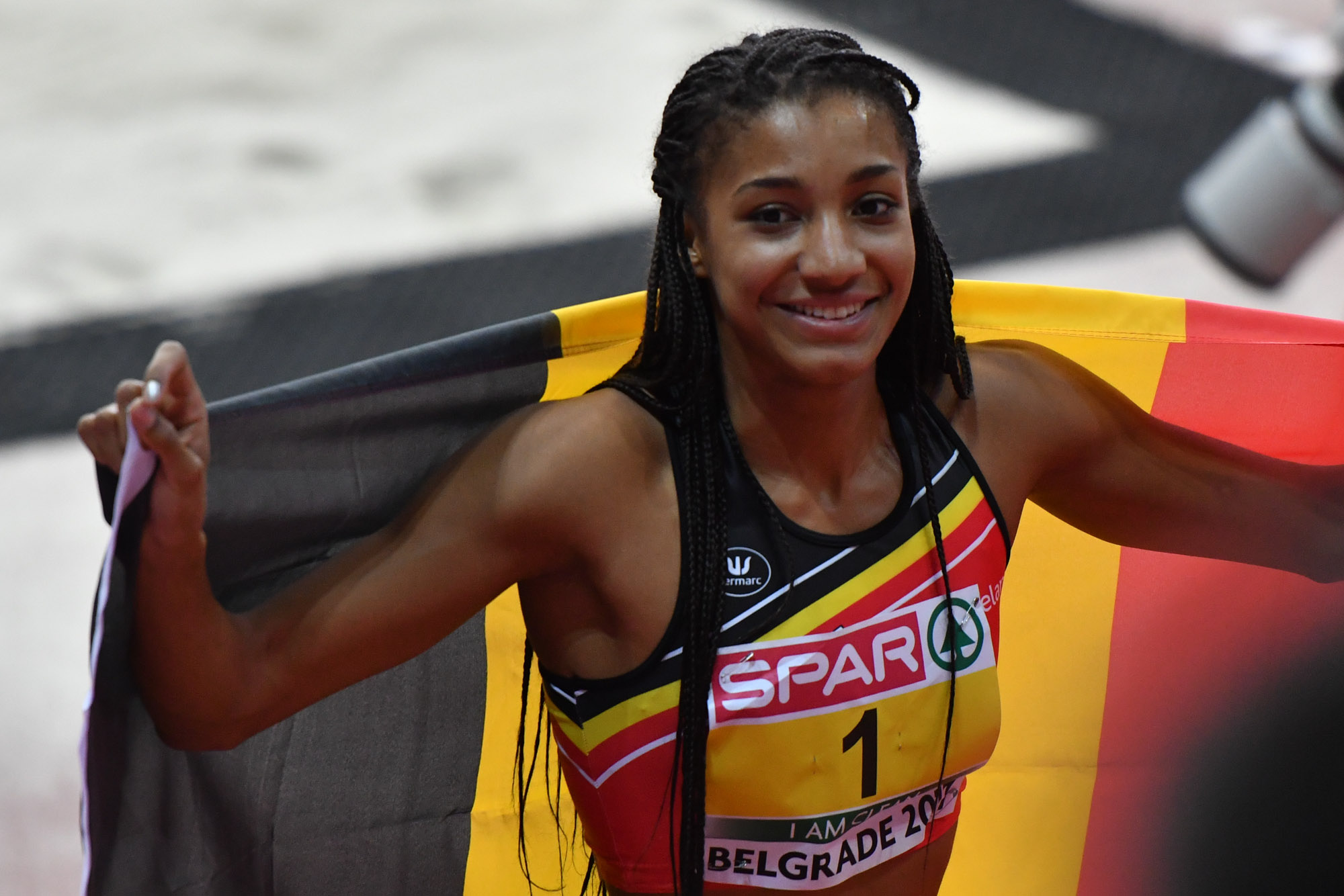
Nafissatou krönte sich zur Königin der Athletinnen

| Platz | Athletin                  | Land | Punkte  |
| ----- | ------------------------- | ---- | ------- |
| 1     | Nafissatou Thiam          | BEL  | 6810 NR |
| 2     | Jessica Ennis-Hill        | GBR  | 6775000 |
| 3     | Brianne Theisen-Eaton     | CAN  | 6653000 |
| 4     | Laura Ikauniece-Admidiņa  | LAT  | 6617000 |
| 5     | Carolin Schäfer           | GER  | 6540000 |
| 6     | Katarina Johnson-Thompson | GBR  | 6523000 |
| 7     | Yorgelis Rodríguez        | CUB  | 6481 NR |
| 8     | Györgyi Zsivoczky-Farkas  | HUN  | 6442000 |

Finale: 12./13. August 2016
Doping

Die Dopingprobe vom 27. Juli 2016 der am Ende zunächst auf Rang 28 platzierten Ukrainerin Alina Fjodorowa wurde am 16. November 2016 positiv auf Testosteron getestet. Ihre seit dem 27. Juli 2016 erzielten Resultate wurden annulliert und sie wurde vom 16. November 2016 an für vier Jahre gesperrt.

## Videolinks
- Sammlung von Videos zu den einzelnen Leichtathletikdisziplinen auf youtube.com, abgerufen am 14. Mai 2022
- Rio 2016 Official Film olympics.com, abgerufen am 14. Mai 2022